# Лук (оружие)

Части лука:
1 — рукоять
2 — плечи
3 — тетива

Лук (от церк.-слав. лѫкъ; болг. лък, сербохорв. лу̂к, пол. łęk, укр. лук; родств. лит. lañkas — «дуга, обруч») — индивидуальное метательное оружие, предназначенное для стрельбы стрелами.

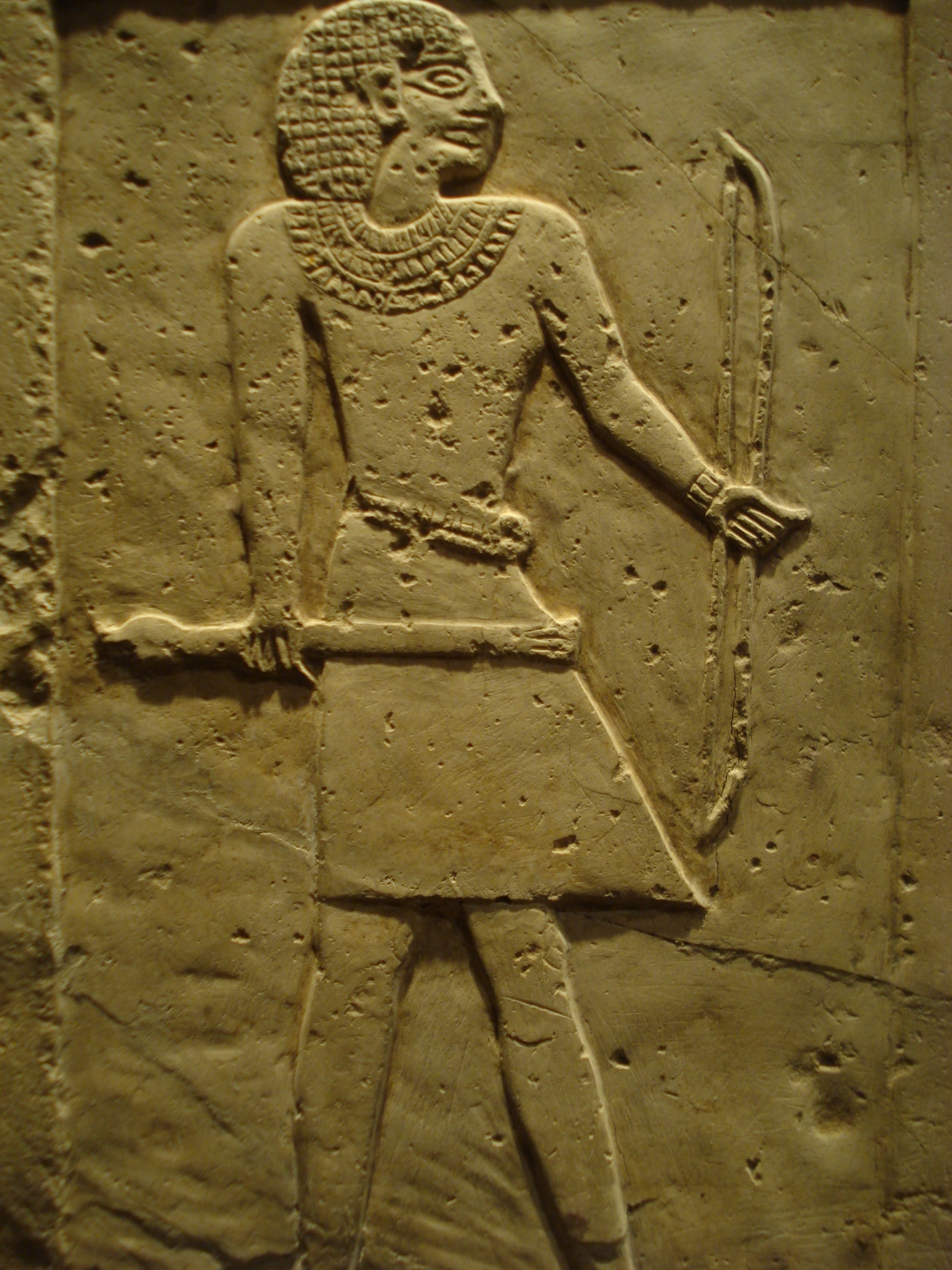
Надгробная стела лучника Семина. XI династия, XXI в. до н. э.

Перед выстрелом стрелок из лука (лучник, лучница) отклоняет предварительно натянутую тетиву, совершая при этом работу при помощи мышц руки, плеч, а также спины. Эта работа затрачивается на приращение потенциальной энергии деформации изгиба плечевых частей лука (при этом в тетиве из-за незначительной её растяжимости потенциальная энергия существенно не накапливается). В момент выстрела стрелок отпускает тетиву, позволяя плечевым частям частично распрямиться, а тетиве восстановить прямолинейную форму, ускоряя стрелу. При этом высвобождённая часть потенциальной энергии деформации изгиба плечевых частей переходит в кинетическую энергию быстро летящей стрелы и (в меньшей степени) в энергию, связанную с колебаниями плечевых частей (эта часть энергии быстро рассеивается, превращаясь, таким образом, в энергетические потери).
Дальность полёта стрелы зависит от конструкции лука, силы натяжения тетивы и погоды; в среднем составляет до 80-и метров в зависимости от наконечника стрелы.
Со временем лук уступил в массовом применении арбалету (около IV века до н. э.), для стрельбы из которого уже не требовалось особого умения и силы. В Позднем Средневековье он был постепенно вытеснен огнестрельным оружием, хотя длительное время лук и арбалет использовались наряду с ним.

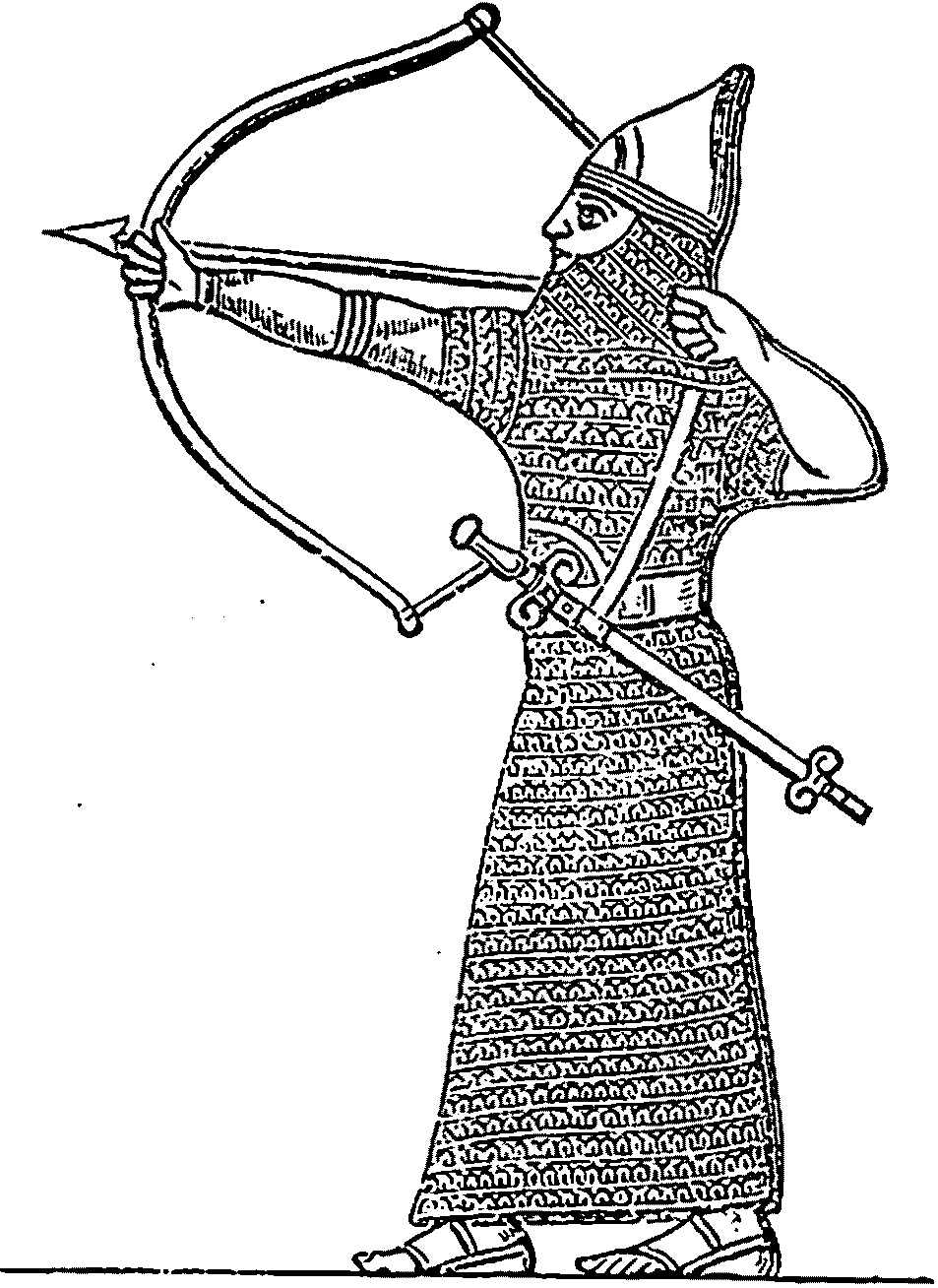
Ассирийский стрелок из лука, VII в. до н. э.

Луки разделяют на простые и составные, но все они представляют собой дугу с тетивой для метания стрел. Простые изготавливали из цельного куска древесины наиболее подходящих видов деревьев длиной до 1,5 м (максимальная известная длина — 2,2 м). Составные (иначе композитные) луки были короче, изготовляют из разных материалов: рога (внутренняя часть), древесины (средняя часть) и приклеенных сухожилий животных (наружная сторона). Благодаря этому при сокращении длины самого лука достигают необходимой гибкости, упругости и мощи.
Существует разделение луков на «длинные» (англ. longbow) и «плоские» (flatbow):
- Длинные луки — округлые в сечении, с более узкими плечами
- Плоские луки — плоские в сечении, с более широкими плечами

Тетиву изготовляли из жил животных, кишок, сыромятной кожи или растительных волокон.

## История

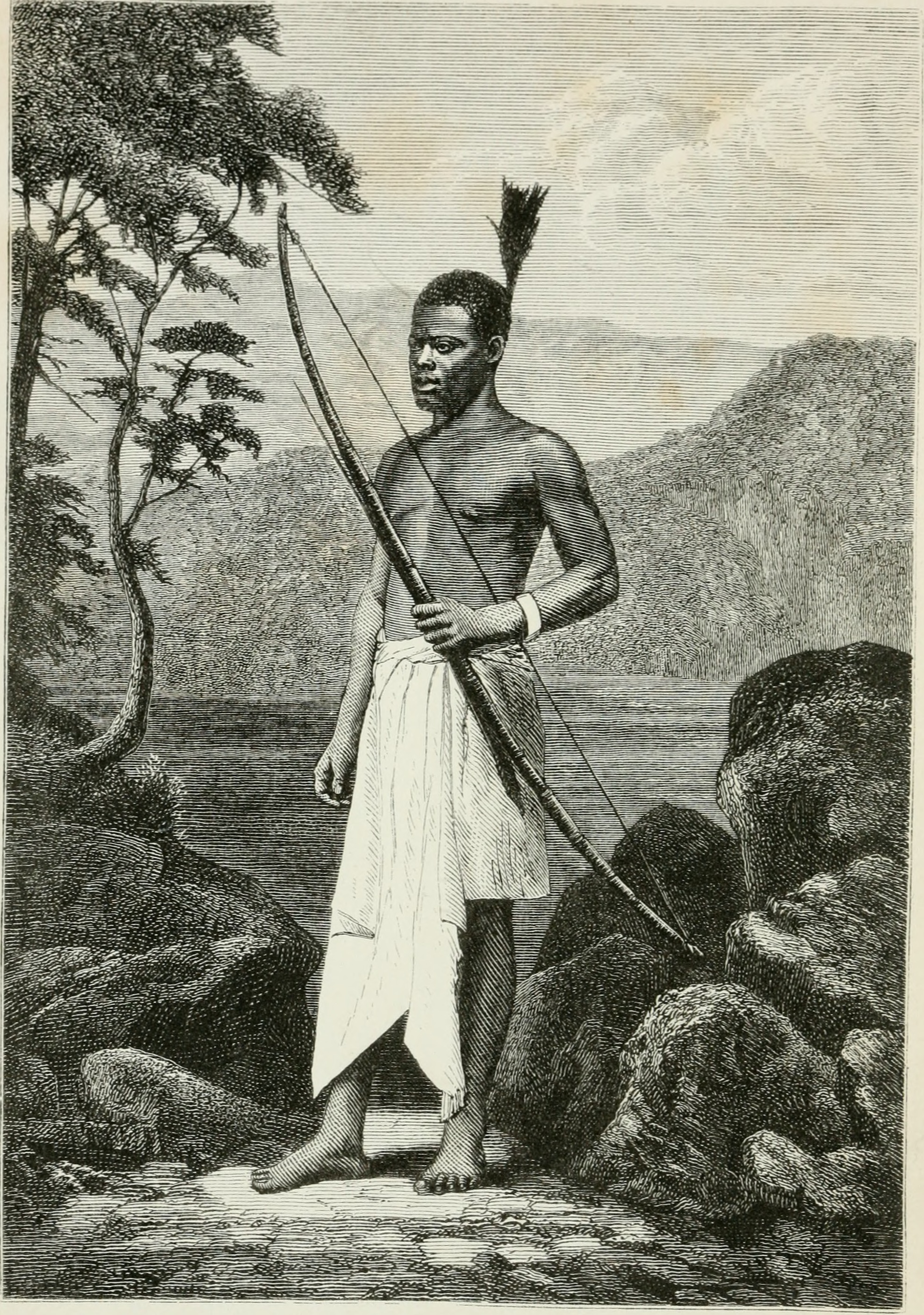
Слуга Давида Ливингстона Чума из народа яо, с луком, похожим на древнеегипетский. Литография 1878 г.

Возможно, что древнейшие каменные наконечники стрел, возрастом около 64 000 лет, были найдены в пещере Сибуду (по сообщению южноафриканских учёных в августе 2010 года). Их анализ, проведённый командой исследователей из университета Йоханнесбурга, установил наличие следов клея на растительной основе для закрепления наконечника на деревянном древке. Лук и стрелы также известны из Свидерской культуры (10 тысяч лет назад). К XIX веку единственными регионами, где люди ещё не были бы знакомы с таким оружием, остались Австралия и Океания. (Во время обсуждения доклада Маккарти на симпозиуме по изучению австралийских аборигенов (Канберра, май 1961 г .), Д. Ф. Томсон привлек внимание к тому, что племена, населяющие Кейп-Йорк, хотя и знакомы с луком и стрелами соседних воинственных жителей островов Торресова пролива, не заимствовали их, считая, что лук и стрелы хуже их боевых копий).
Невозможно утверждать что-то конкретное о происхождении лука. Вероятно, его употреблению для метания стрел предшествовало какое-то хозяйственное применение изогнутой палки. Известны находки, датируемые примерно 15 тысячами лет, по форме подобные деревянным лукам, но по качеству дерева заведомо негодные для стрельбы. Возможно, они были частью прибора для добычи огня. Когда люди ближе ознакомились со свойствами дерева, они смогли придать палке необходимую упругость и объединили это изобретение с существовавшими уже тогда лёгкими дротиками.
Что касается отравленных стрел, то очень немногие народы располагали подходящими для этой цели ядами. Знаменитый яд кураре (безопасен при ношении стрел, действует мгновенно, при нагревании разлагается) был известен только некоторым племенам Южной Америки.
Кроме жителей Амазонии, сколько-то опасными ядами могли иногда располагать жители экваториальных лесов Африки и Юго-Восточной Азии. Чаще же всего «отравленная стрела дикаря» означала простое инфицирование раны, чего в тропиках избежать трудно.
Древние египтяне символически обозначали своих основных врагов как девять луков и нередко помещали изображение на сандалии или постамент у трона фараона, чтобы он «попирал» своих врагов.

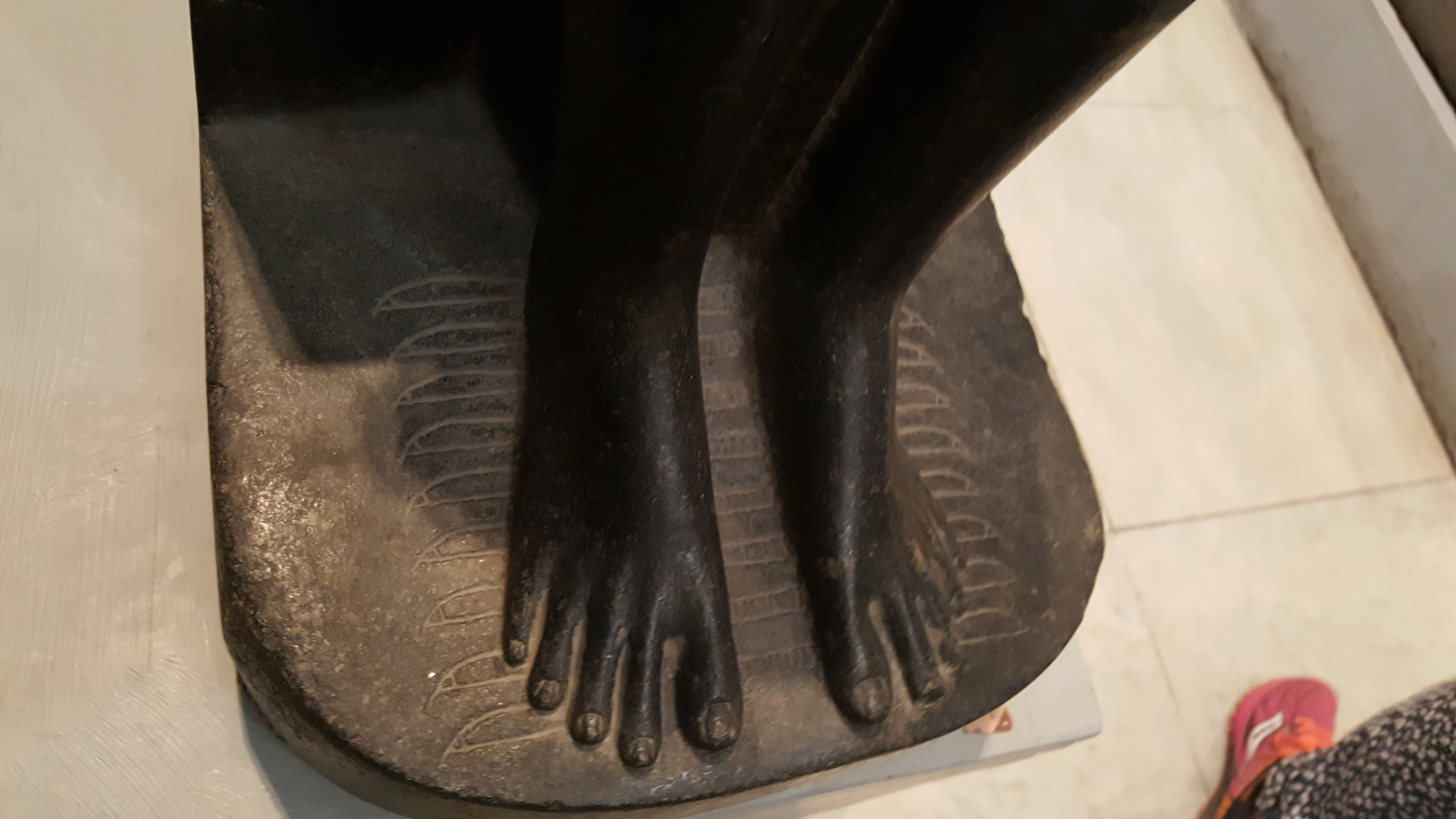
Девять луков, попираемые ногами на фрагменте древнеегипетской скульптуры
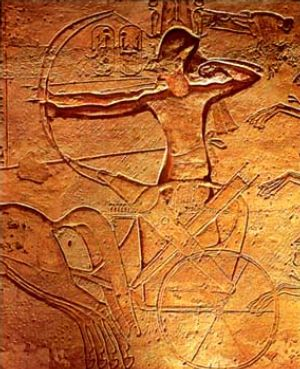
Фараон Рамсес II в битве при Кадеше. (XIII век до н.э.) рельеф в Абу-Симбел
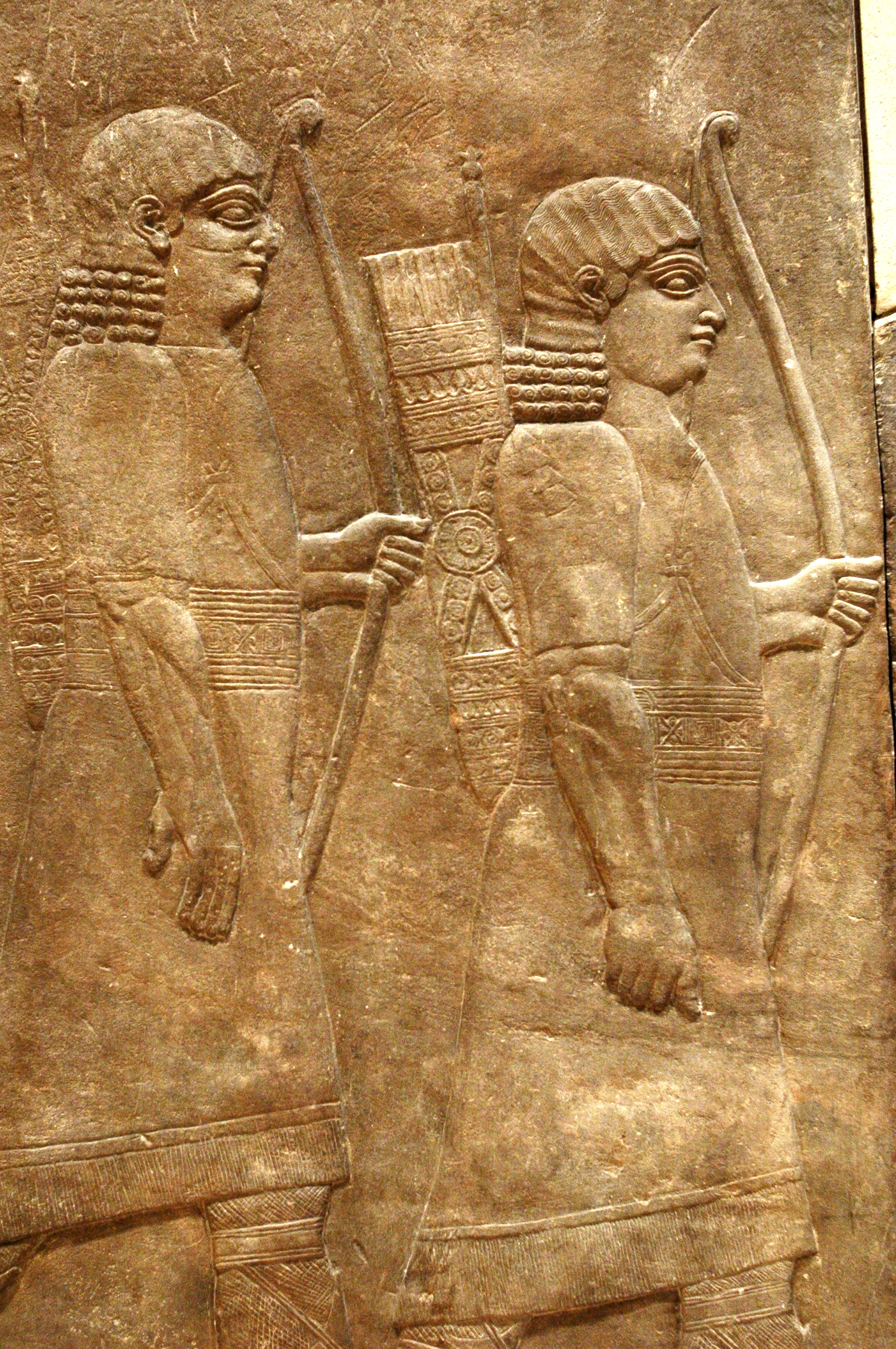
Ассирийские лучники на барельефе 645 года до н. э.
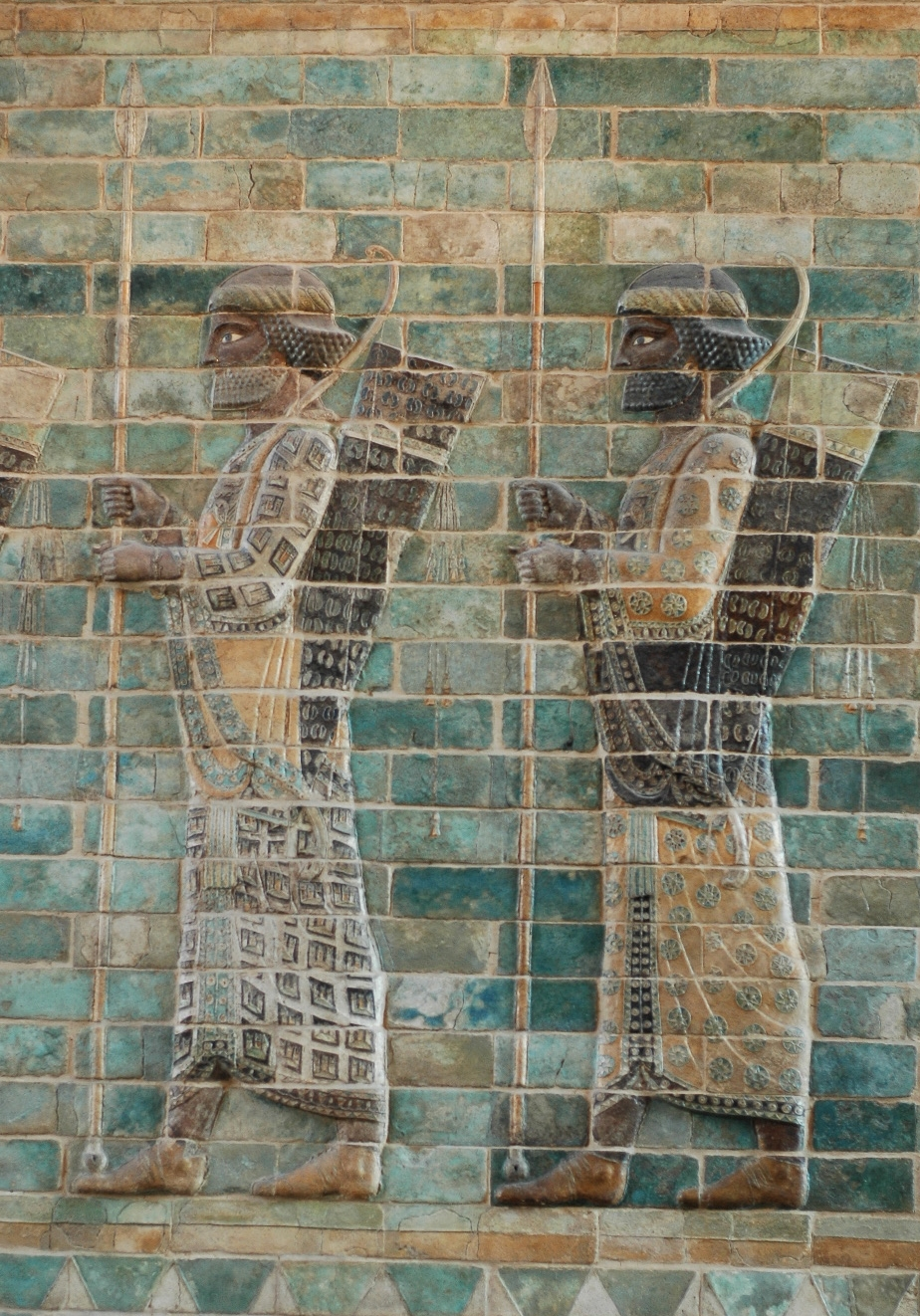
Персидские лучники. Фрагмент Фриза лучников из дворца Дария I в Сузах, 510 г. до н. э.
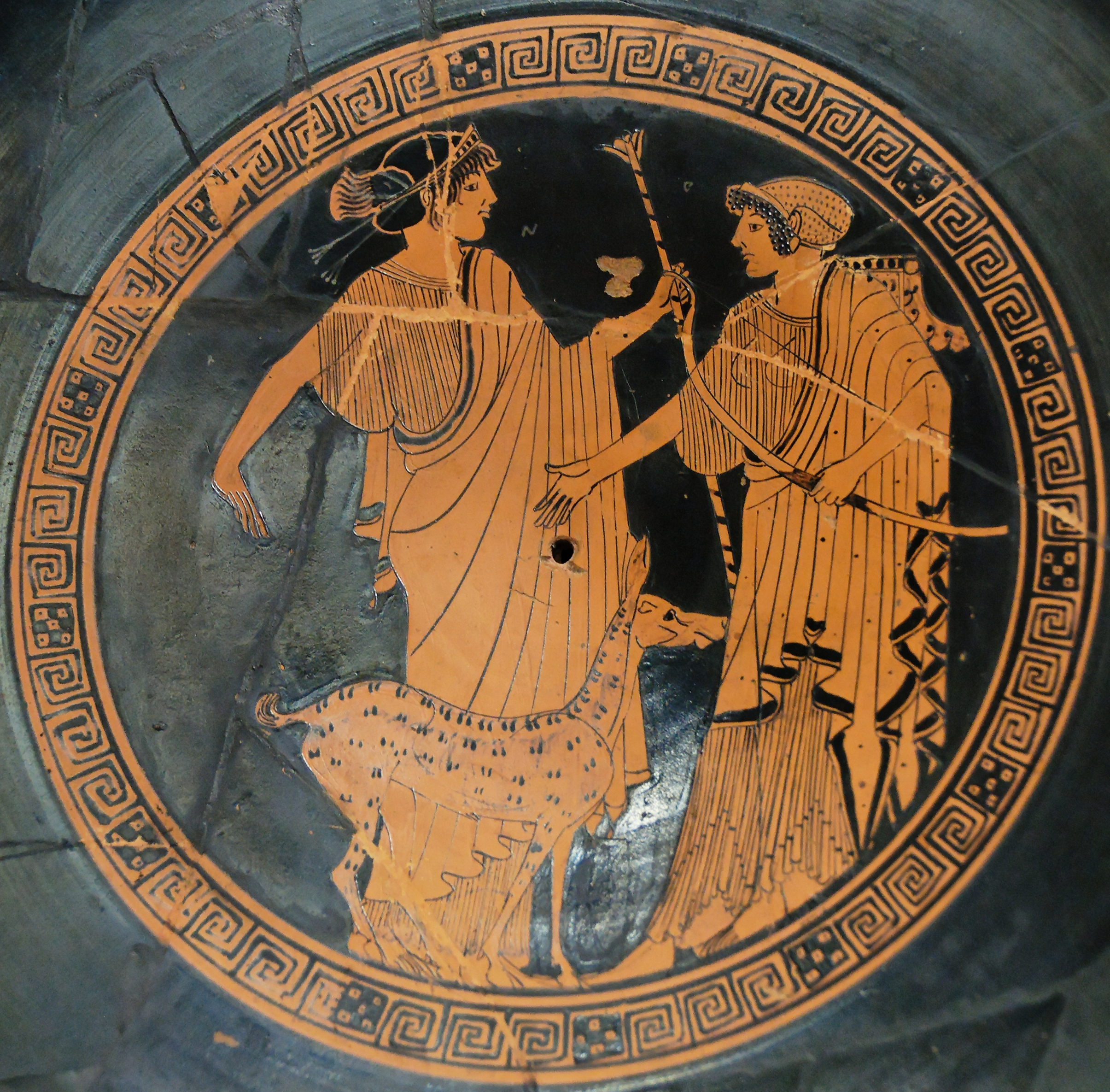
Аполлон и Артемида. Роспись краснофигурной вазы, 470 г. до н. э.
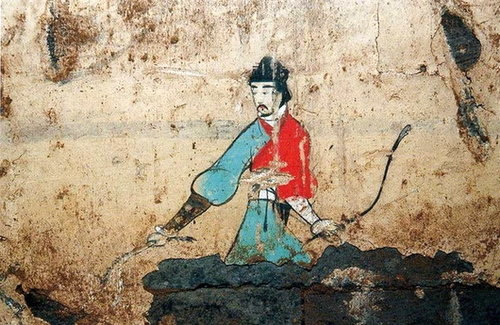
Охотник периода Хань. Фреска из гробницы в Сиане, ок. 202 год до н.э. - 9 год н.э.

### Древнейший период

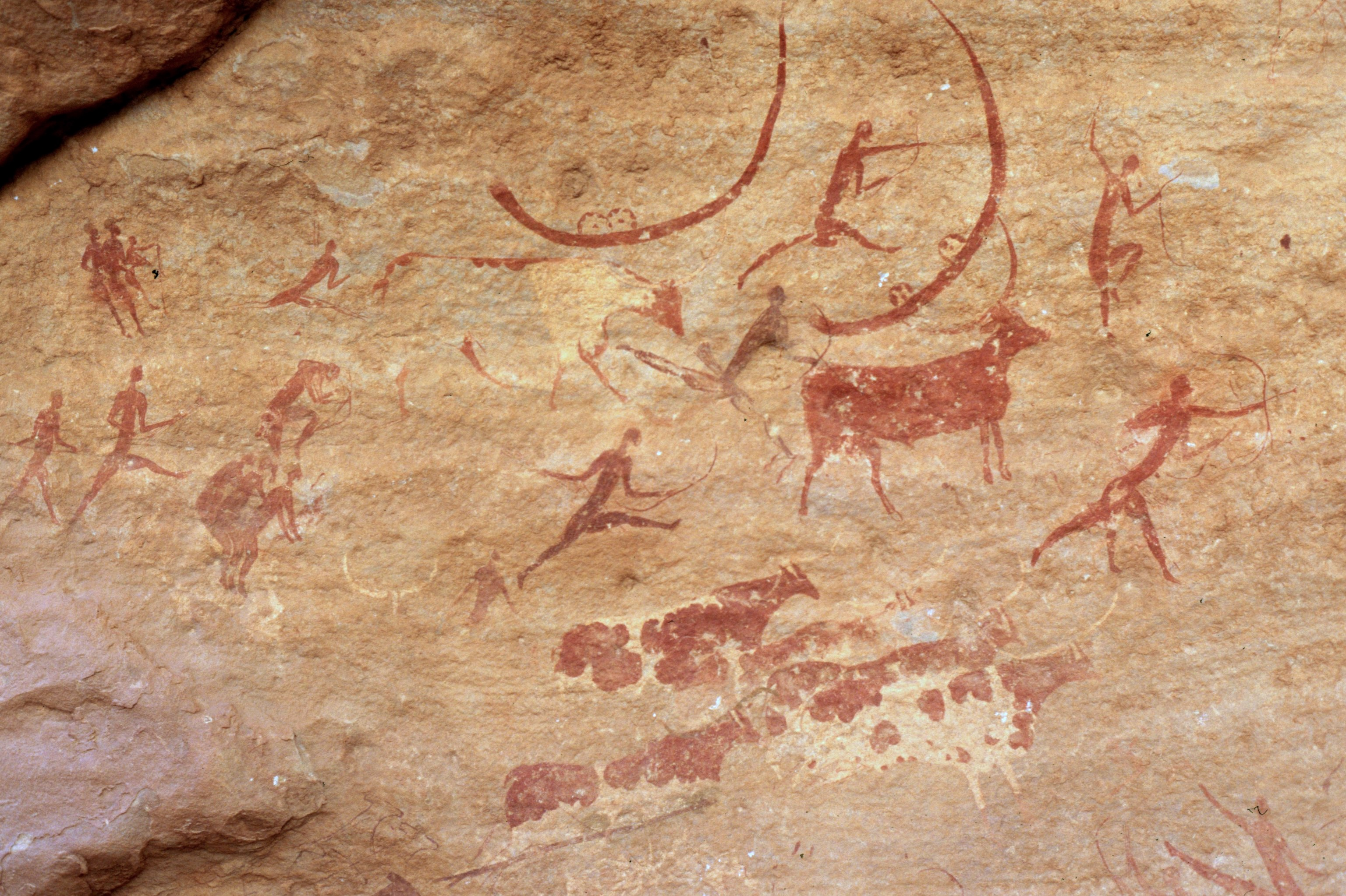
Сцена охоты. Наскальные рисунки плато Тассилин-Адджер в пустыне Сахара, Алжир. От VII тысячелетия до н. э. до VII столетия н. э.

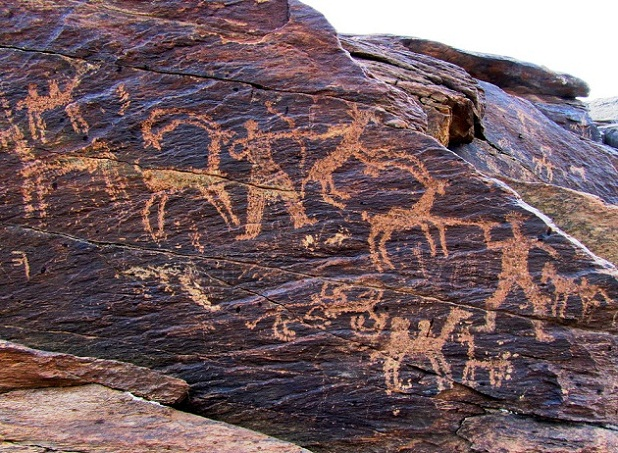
Наскальные рисунки близ иранского города Гольпайеган.
V тысячелетие до н. э.

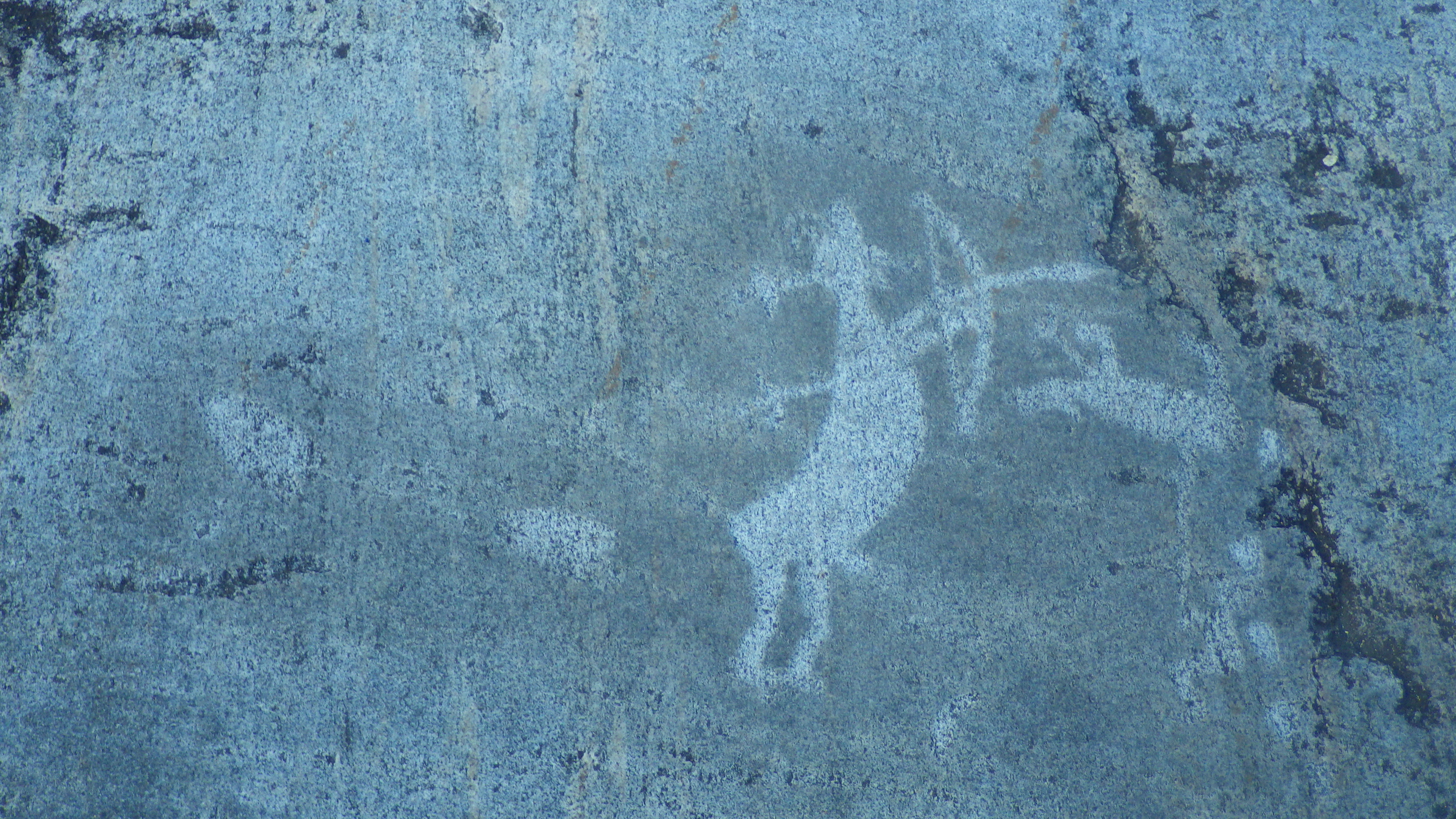
Наскальные рисунки в Залавруге. Карелия, побережье Белого моря. II-III тысячелетия до н. э.

Стрелы с каменным наконечником весили до 50 грамм. Стрелы с костяным наконечником весили не более 25 грамм. Главными достоинствами лука с точки зрения охотника были его лёгкость (можно носить с собой много снарядов) и возможность скрытного применения. Выстрел можно было сделать с места, причём из различных положений. Пространства требовалось совсем немного. Стрелка мог выдать только скрип тетивы. Пращой же и бумерангом можно было действовать только на открытом пространстве и стоя.
Пробивная сила стрелы на больших расстояниях — неудовлетворительна. Но на достаточно близких дистанциях стрела могла пробить животное навылет. Выпустив стрелу с нескольких метров в определённую точку и под нужным углом, ею можно было поразить любое животное. Лук стал универсальным оружием охотника.

### Античность и Средневековье

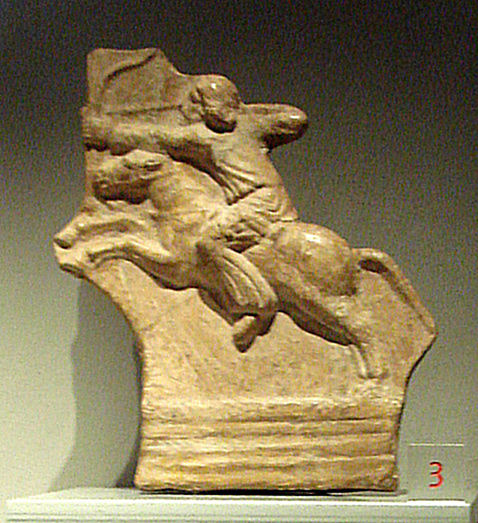
Парфянский всадник. Около 200 годов н. э. Музей античного искусства в Палаццо Мадама, Турин, Италия

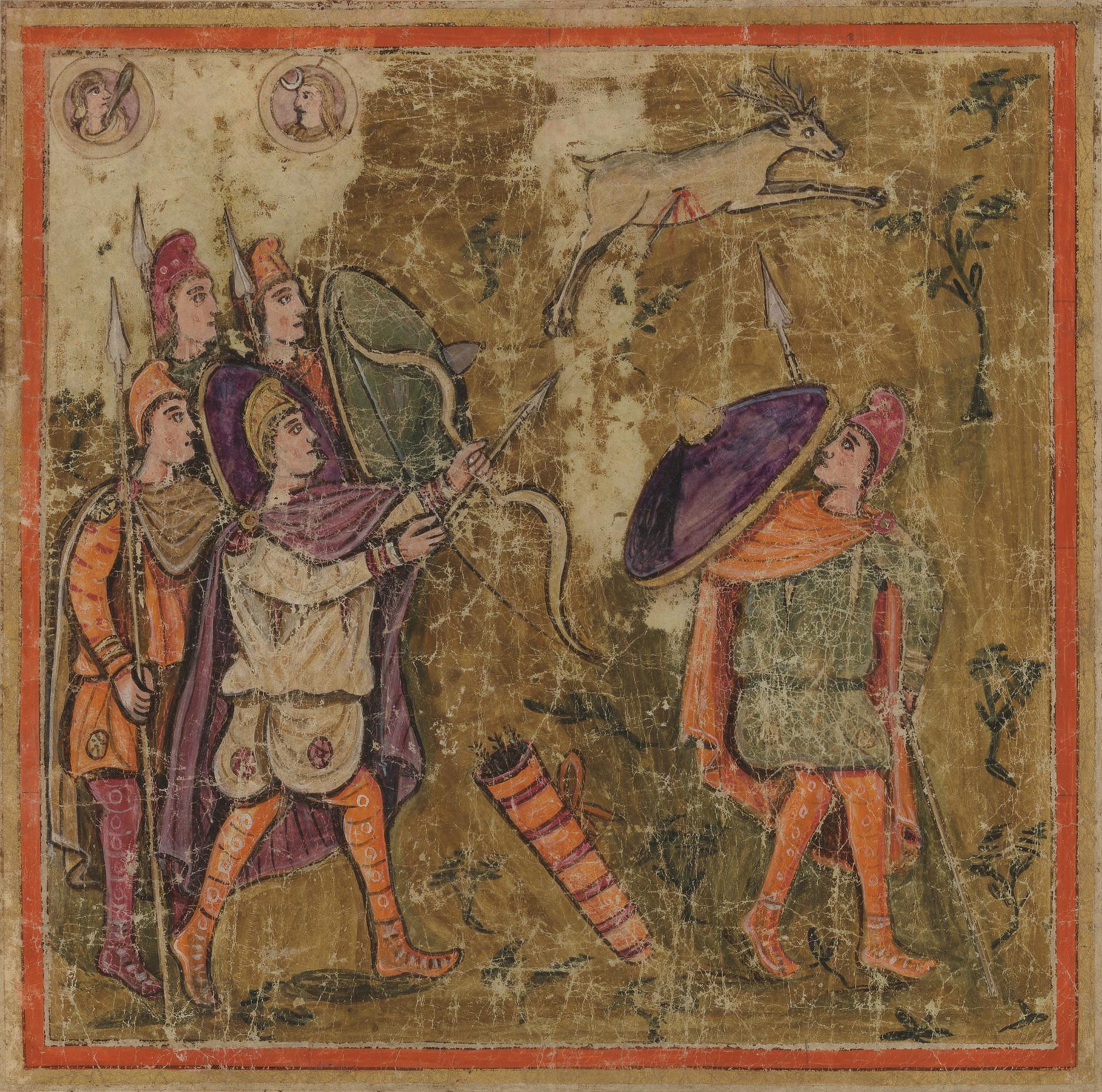
Охота на оленя. Миниатюра из рукописи Vergilius Romanus. V век н. э. Ватиканская апостольская библиотека

В период античности и Средневековья луки оставались основным видом метательного оружия и претерпели целый ряд существенных улучшений. В частности, вместо лёгких стрел с каменным и костяным наконечником стали применяться тяжёлые стрелы с металлическим наконечником, а конструкция самого лука усложнилась, чем была достигнута бо́льшая мощность оружия. Лучники были важной частью войска и обычно начинали бой с пращниками и пельтастами. Конные лучники использовались почти во всех войсках античного мира. Их главной задачей была атака на малоподвижные части противника.

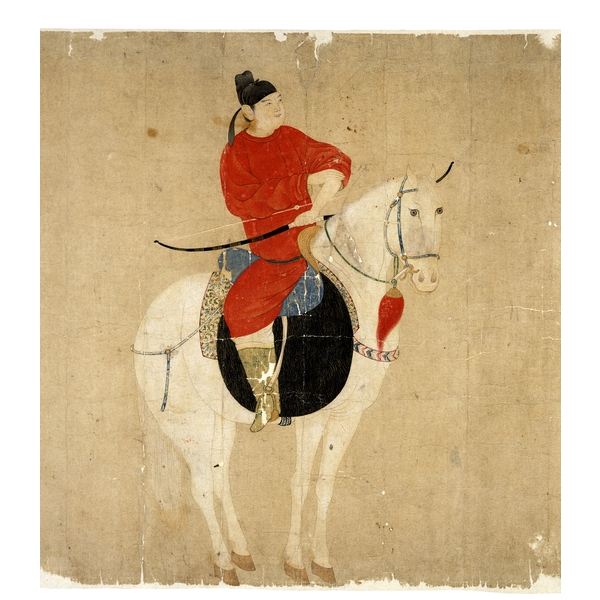
Китайский лучник на лошади. Худ. Цянь Сюань, XIII в.
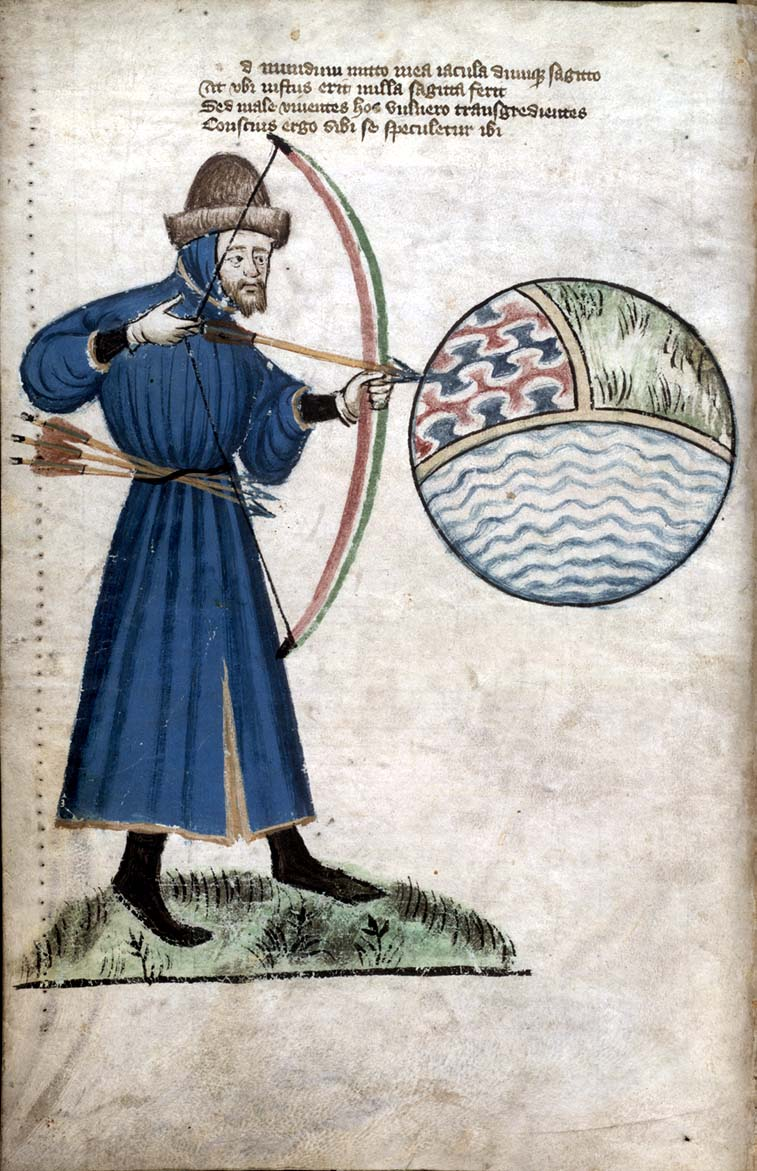
Поэт, стреляющий в греховный мир. Миниатюра рукописи поэмы Джона Гауэра «Глас вопиющего», 1400 г.
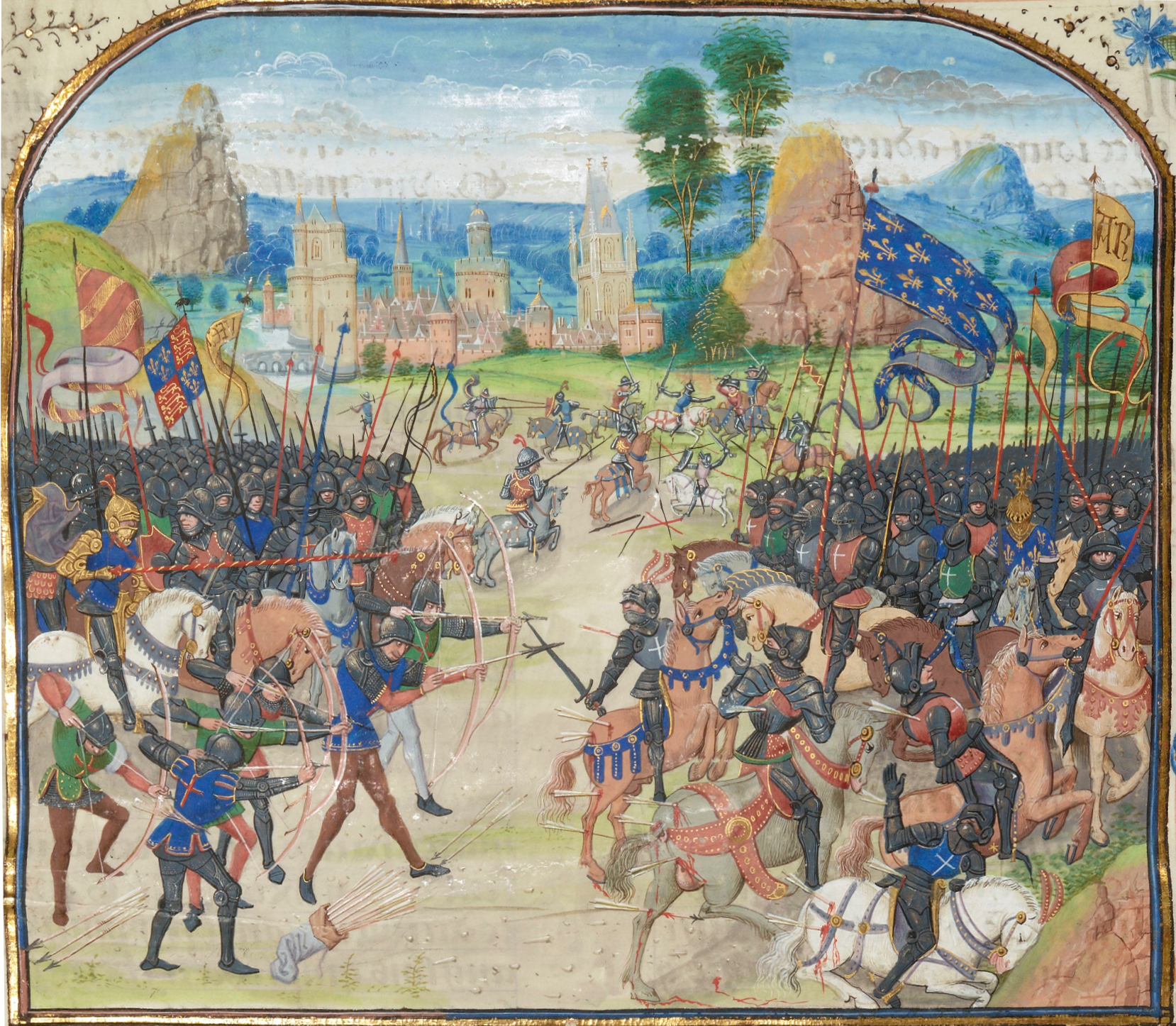
Битва при Пуатье (1356). Миниатюра Лодевика Брюггского из «Хроник Фруассара», 1470-е гг.
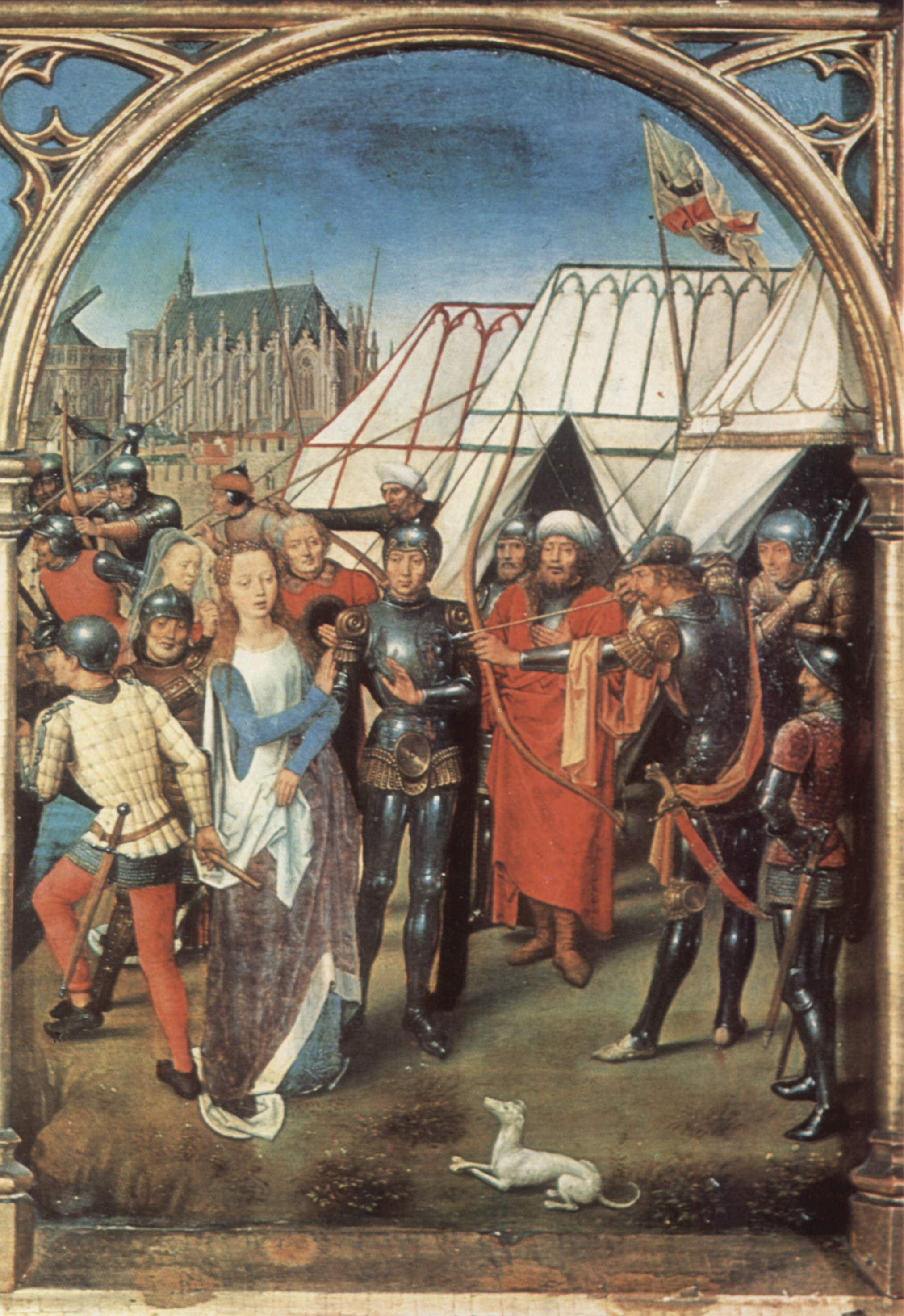
«Мученичество Святой Урсулы». Худ. Ханс Мемлинг, 1489 г.
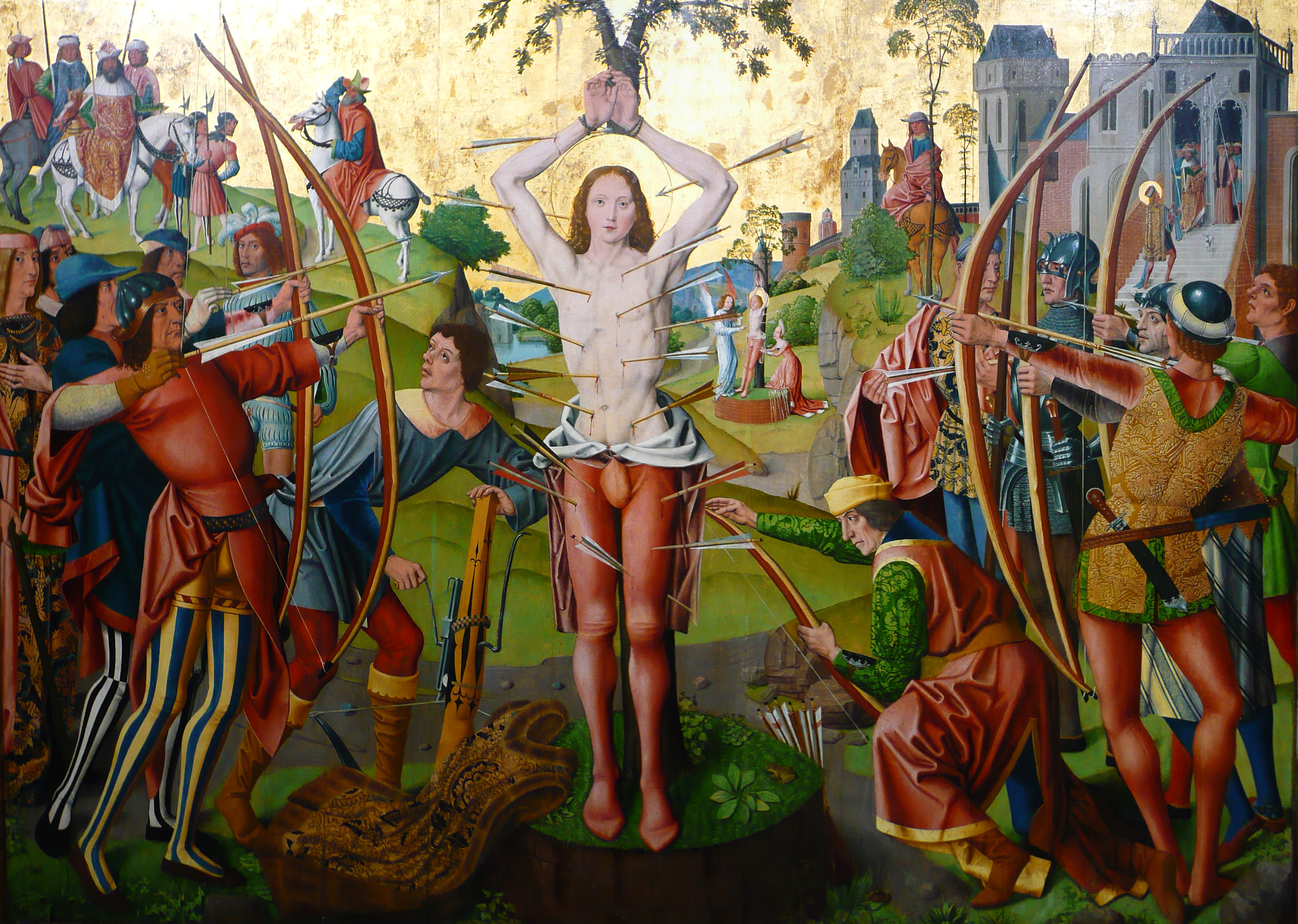
Мученичество Св. Себастьяна. Музей Вальрафа-Рихарца в Кёльне, 1493—1494 гг.
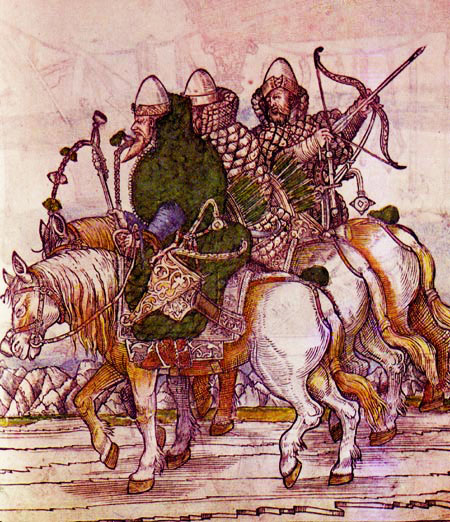
Русская поместная конница. Гравюра из «Записок о Московии» Сигизмунда Герберштейна, 1556 г.

Атаки лучников-всадников на лошадях и верблюдах остановили продвижение Александра Македонского в Среднюю Азию. «Они кружили вокруг день и ночь, осыпая войско Александра дождём стрел, но не вступая в бой».
Простой прямой лук. Употреблялся народами Европы и Азии со времен мезолита вплоть до XVI столетия. Во время Столетней войны английский длинный лук сыграл решающую роль в разгроме французов (битвы при Креси 1346 года, битвы при Пуатье 1356 года и Азенкуре 1415 года).
Второй Латеранский собор (1139) запретил использование арбалетов и луков против христиан.

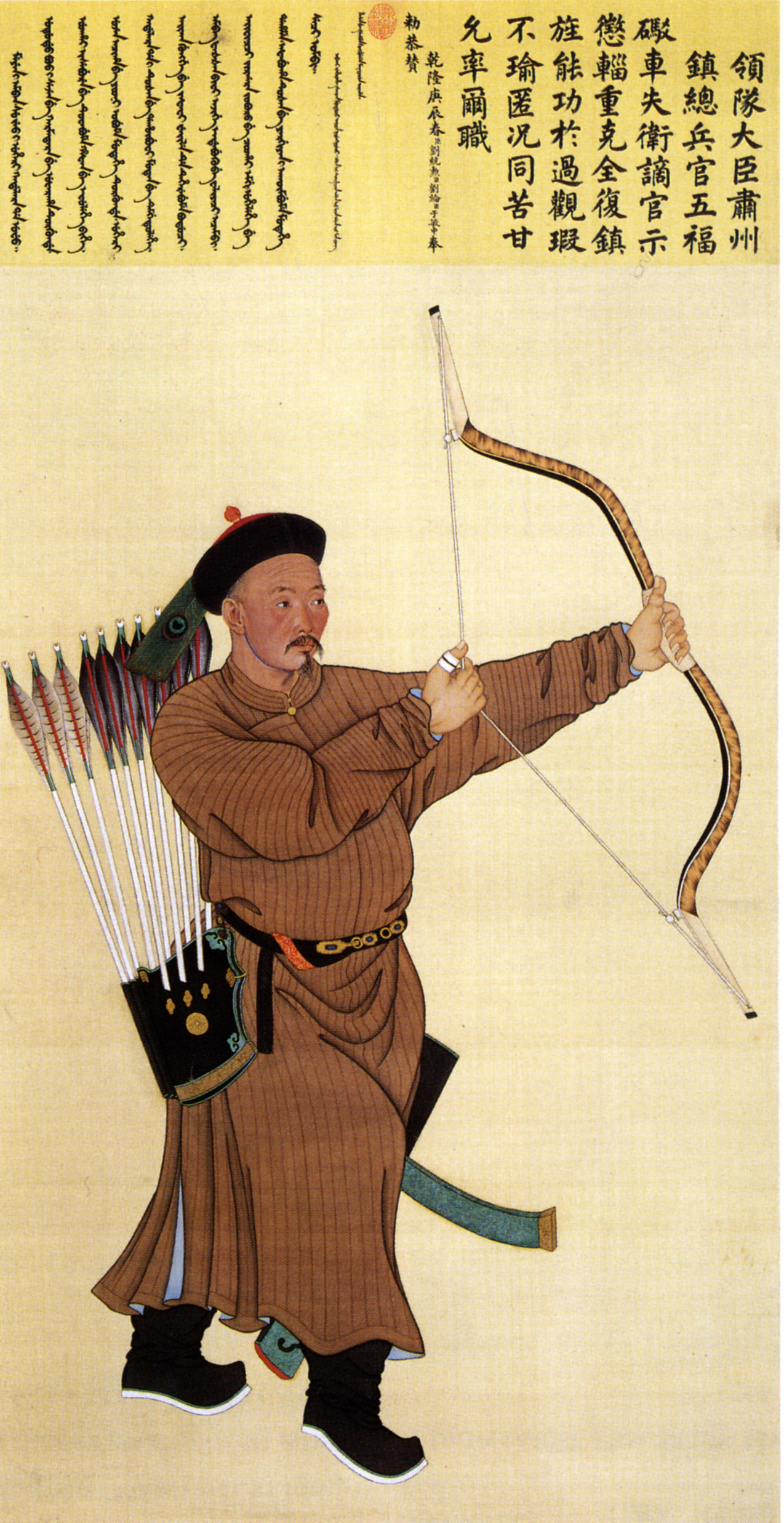
Маньчжурский лучник XVIII века. Портрет Ву Фу, бригадного генерала из Ганьсу, 1760

Следующим этапом в развитии данного вида оружия был многослойный (усиленный) лук, известный многим народам Азии и Европы. Наилучшее качество и наибольшее распространение, однако, имели составные луки, сделанные из сухожилий, дерева и рога (иногда могли употребляться другие материалы), и впервые появившиеся, видимо, в Египте около 2-го тысячелетия до н. э.. Позже в Турции и Китае конструкция лука была усовершенствована путём введения металлических утяжелителей дуг.
Войны с Парфянским царством способствовали распространению составного лука в Римской империи, применявшегося, однако, в основном вспомогательными войсками или для охоты.

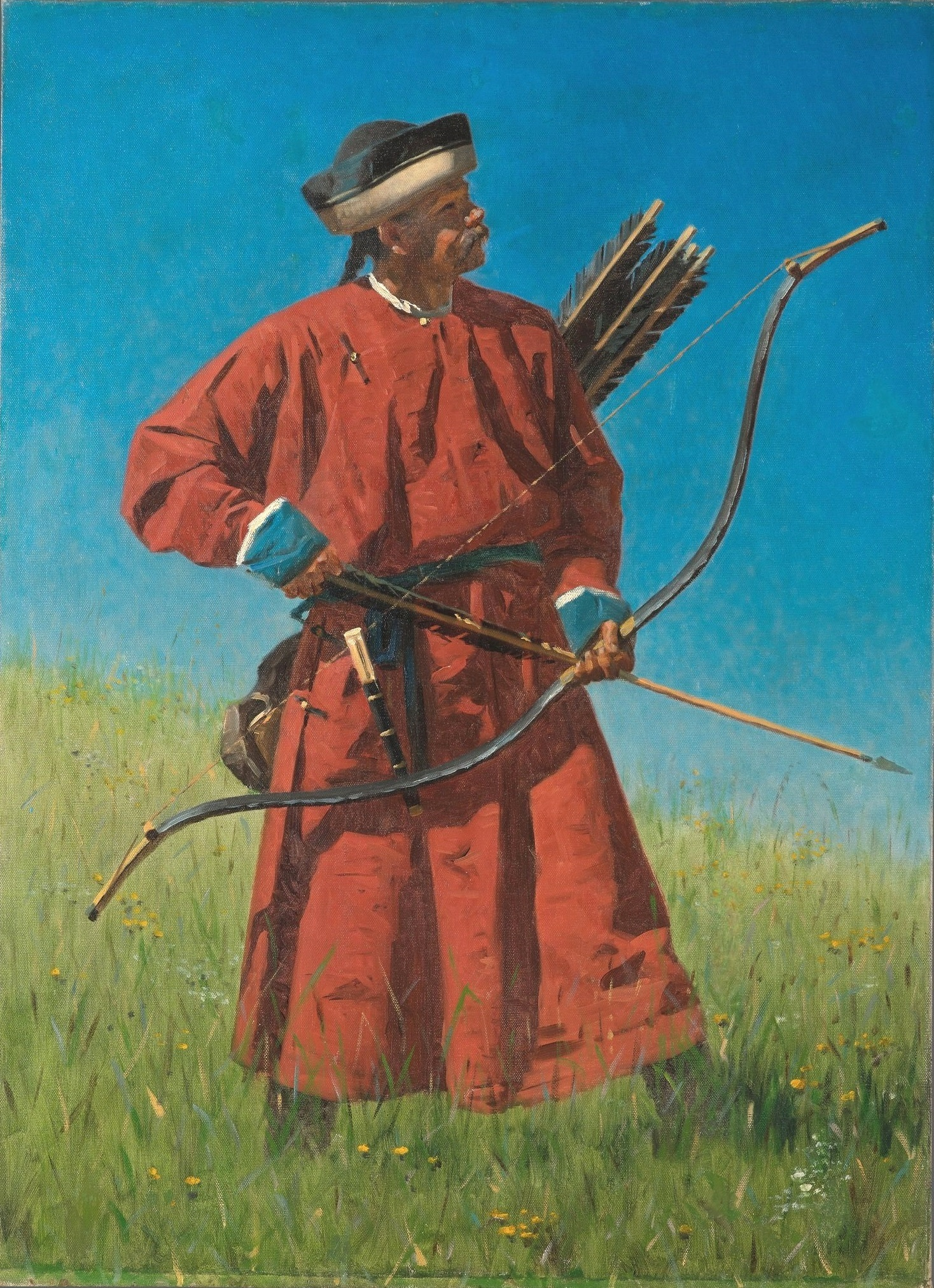
Бухарский солдат (сарбаз). Художник Василий Верещагин, 1873

Составной лук переводил энергию натяжения в кинетическую энергию стрелы с наибольшей эффективностью, даже без утяжелителей сообщая снаряду, при равном с деревянным луком натяжении, на 30 % большую энергию. Имея значительно бо́льшую прочность при равной длине с тисовым, составной лук, кроме того, был очень живуч. Срок его службы исчислялся десятилетиями, а перевозиться он мог в боеготовном состоянии, что представлялось воинам в высшей степени ценным качеством. Хотя, конечно, при длительном хранении тетива снималась.
В Индии и Персии производились[когда?] луки ещё одного типа: металлические, целиком сделанные из дамаска или булата. Вероятно, они не употреблялись как военное оружие, а предназначались для спортивной стрельбы, поскольку требовали от стрелка большой физической силы и стоили дорого, но не имели особых преимуществ в сравнении с составными.
Именно составными луками пользовались большинство народов Азии, и Античной Европы (начиная с критян). Но в Европе в период Раннего Средневековья с 4 века такие луки наиболее успешно использовали в завоеваниях степные завоеватели — гунны, болгары и хазары.

### Изготовление
Даже «простой» деревянный лук, на самом деле, представлял собой отнюдь не простую палку. Вырезали лук из тиса, ясеня или акации таким образом, что всё-таки состоял из двух слоёв древесины с разными свойствами. Деревце готовили к этой участи буквально с рождения, а уже после того, как оно было срублено, заготовка для лука вылёживалась в особых условиях несколько месяцев. Служил же тисовый лук недолго — в напряжённом состоянии дерево быстро теряло упругость и деформировалось, так что тетиву на деревянный лук натягивали только перед боем.

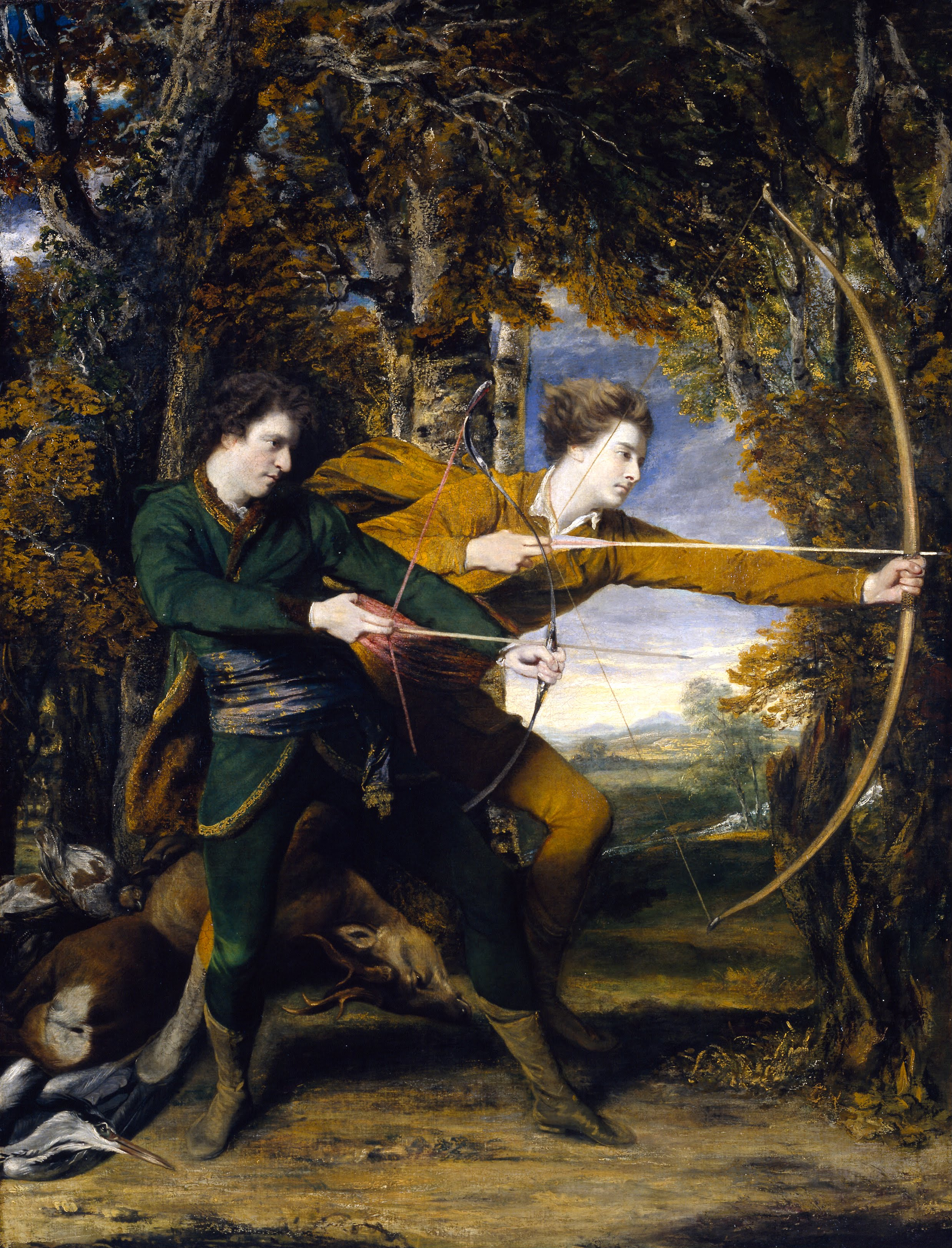
Виды луков на картине Джошуа Рейнольдса, 1769. Великобритания

«Составным» лук называли, если склеивали из нескольких пород дерева или если деревянную основу усиливали роговыми пластинами. Главным преимуществом такого устройства была простота изготовления — если знать, что и с чем склеивать, то уже не надо было искать или выращивать какое-то особенное дерево (а культивация тиса под луки в Англии и Нормандии была вменена в обязанность крестьянам). Усиленный лук выдерживал большее натяжение, служил дольше, мог быть любой длины.

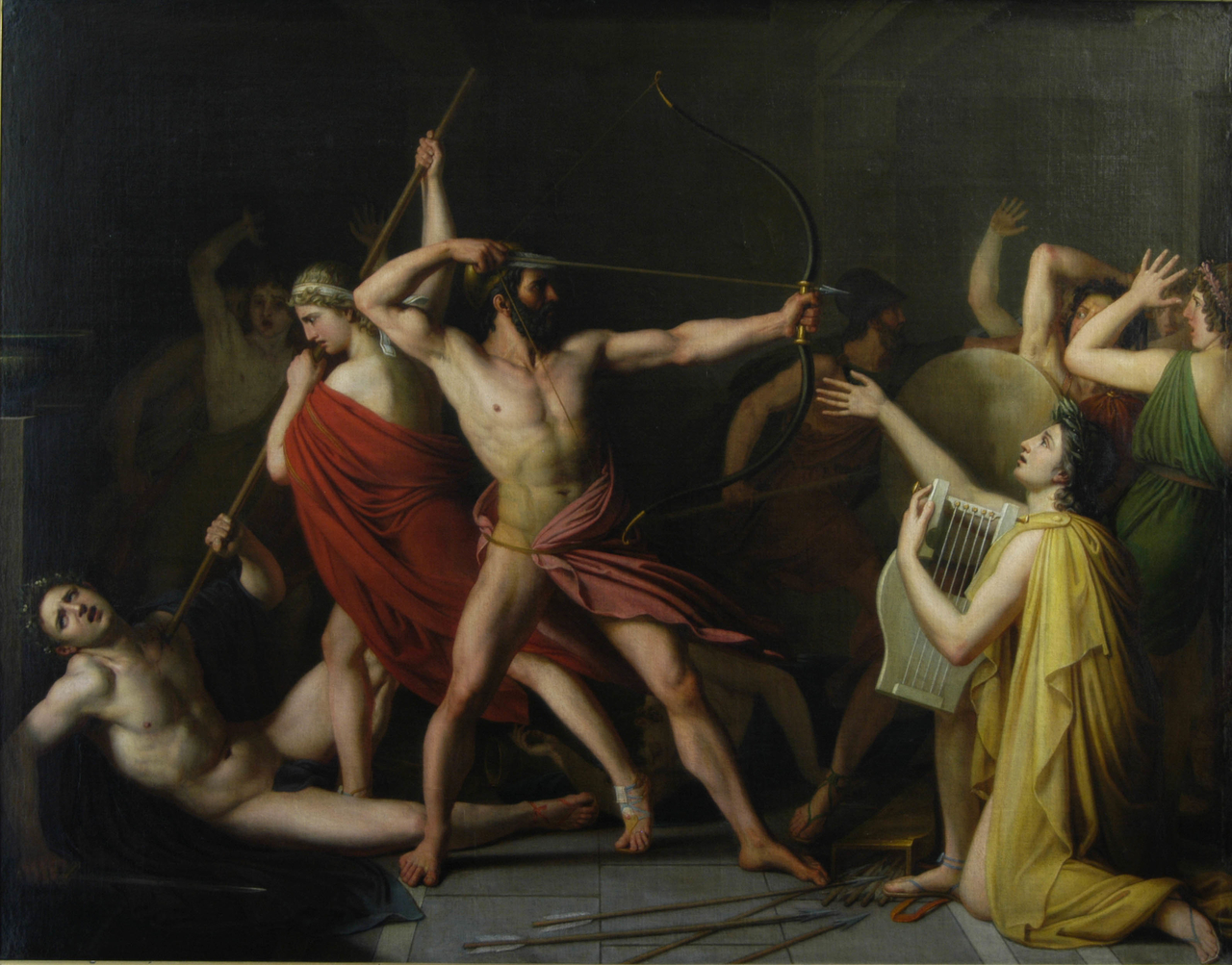
Одиссей, избивающий женихов. Худ. Томас Деджордж, 1815 г.

Также практиковали изготовление лука из нескольких отдельных заготовок разной длины, наподобие современной пластинчатой рессоры. Силу и упругость достигали сжатием этих отдельных частей. Для сжатия использовали особенность усыхать сыромятных кож или распаренного дерева.

## Боевые качества

### Прицельная точность стрельбы

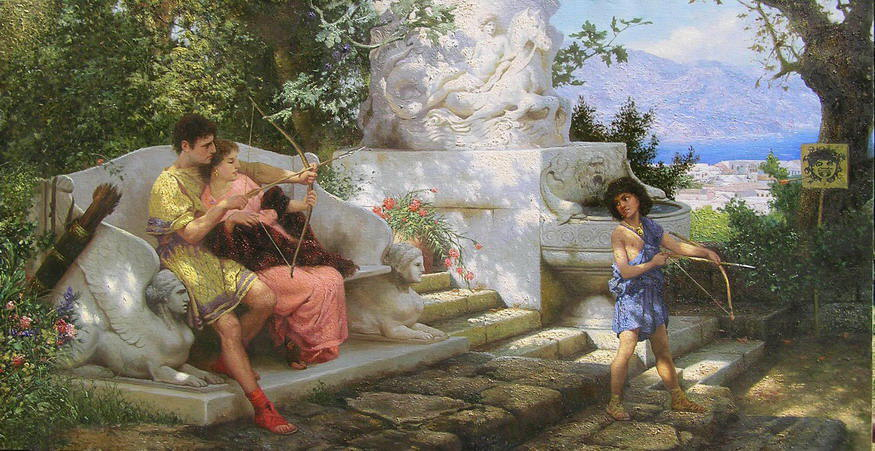
Генрик Семирадский. «Опасная забава» (1880-е годы)

Точность и дальность попаданий из лука зависит от тренированности стрелка сильнее, чем для большинства видов оружия.
Хороший охотник, выпуская стрелу вверх и сбивая её следующей, сбивал 8 стрел из 10 .
На современных соревнованиях по стрельбе хороший лучник с 90 м попадает в мишень диаметром 121 см. Вообще же, прицельная стрельба ведётся до 40-70 м.
Проблема была в том, что обучение стрельбе из лука нужно было вести с 4—5 лет и на протяжении всей жизни, что в нормальных условиях возможно, только если лук является частью традиционного образа жизни. Поэтому в средневековой Англии стрельба из него со временем сделалась национальным видом спорта, всячески поощрявшимся властями, особенно в военное время. Так, статут Ричарда II 1389 года обязывает «слуг и работников» обзаводиться луками и стрелами, и по праздникам и воскресеньям «заниматься стрельбой, а не игрой в мяч и другими пустыми играми».

### Дальнобойность
Большую часть информации европейцы получили в Новое время, расшифровав некоторые надписи Площади стрел (Ок Майдан). Вот некоторые значения. Последние достижения, вероятно, получены использованием легких и коротких бамбуковых стрел:
1. Ак Сирали Мустафа-ага пустил стрелу на расстояние 571,5 м.
2. Омер-ага выстрелил на расстояние 574,2 м.
3. Сеид Мухаммед-эфенди – 576 м.
4. Султан Мурад – 626,4 м.
5. Хаги Мухаммед-ага – 666,6 м.
6. Мухаммед Ашур-эфенди – 694 м.
7. Ахмед-ага, начальник сераля при дворе Сулеймана Законодателя – 695 м.
8. Паша Оглы Мехмед – 696,7 м.
9. Великий Адмирал Хуссейр-паша – 698,5 м.
10. Пилад-ага, казначей Халиба-паши – 736,1 м.
11. Халиб-ага – 740,7 м.
12. Император Султан Селим – 766,3 м.

Достоверный рекорд дальности полёта стрелы из спортивного лука, подтверждённый незаинтересованными свидетелями, составлял около 442 м. Этот рекорд был установлен секретарём турецкого посольства в Англии в 1795 году (Лондон). Ни один из христиан, включая присутствующего Томаса Уоринга младшего, не смог даже натянуть лук турка. А тот утверждал, что царствующий султан бьет дистанции 730 метров. Национальный рекорд англичан в то время был меньшим. Среднее значение дальности полета при навесе составляло 300 метров.
Одним из официально задокументированных рекордов в дальности стрельбы из лука было отмечено в III веке до н. э. на Играх в Понтийском городе Херсонесе (Боспорское Царство). Олимпийский лучник Анаксагор (из города Ольвия) победил по дальности стрельбы из лука, выпустив стрелу более чем в 3 стадии (3 стадии = 534 метра).
В официальных хрониках монголов зафиксирован факт добычи зверя (косуля) ханом Кюльханом (младший сын Чингисхана, погиб при осаде Коломны) на расстоянии около 400 м. Что характеризовало его как отменного лучника. Важен факт добычи (!) зверя, но не дальность. Дальность 400 метров вполне достойный результат, но не рекордный. Другое дело, что при стрельбе на такие дистанции обычно стреляли специальными лёгкими стрелами, не рассчитанными на поражение человека или животного. Кроме того, прицельный выстрел на таком расстоянии невозможен. Из современных охотничьих луков прицельно поражают зверя с расстояния порядка 50 метров, прицельная стрельба на 200 метров возможна только на стрельбище, с предварительной пристрелкой. История с Кюльканом похожа на охотничью байку, либо наконечник был отравлен. Также в «сокровенном сказании» есть рассказ о воине, который мог сбить коршуна, парящего высоко в небе, попав ему точно в определённое место, по просьбе Чингисхана попал в глаз.
Стрела турецкого султана Мурата-Гази IV, увлекавшегося стрельбой из лука, улетела однажды на 878,5 м.
Рекордный тюркский составной лук выбрасывал стрелу на 250 собственных длин. Обычный же составной лук стрелял примерно на 150 собственных длин. Деревянный — на 100, составной — где-то на 120.
Современный рекорд дальности стрельбы из лука составляет 1222 метра у мужчин и 950 метров у женщин. Рекорды дальности стрельбы из ножного лука 1410 и 1018 метров для мужчин и женщин, соответственно. Современные соревнования по стрельбе из луков проводятся со всеми видами луков с ограничениями по силе натяжения и без ограничений, стрельба обычно ведётся специальными лёгкими стрелами с уменьшенным оперением.

### Скорострельность

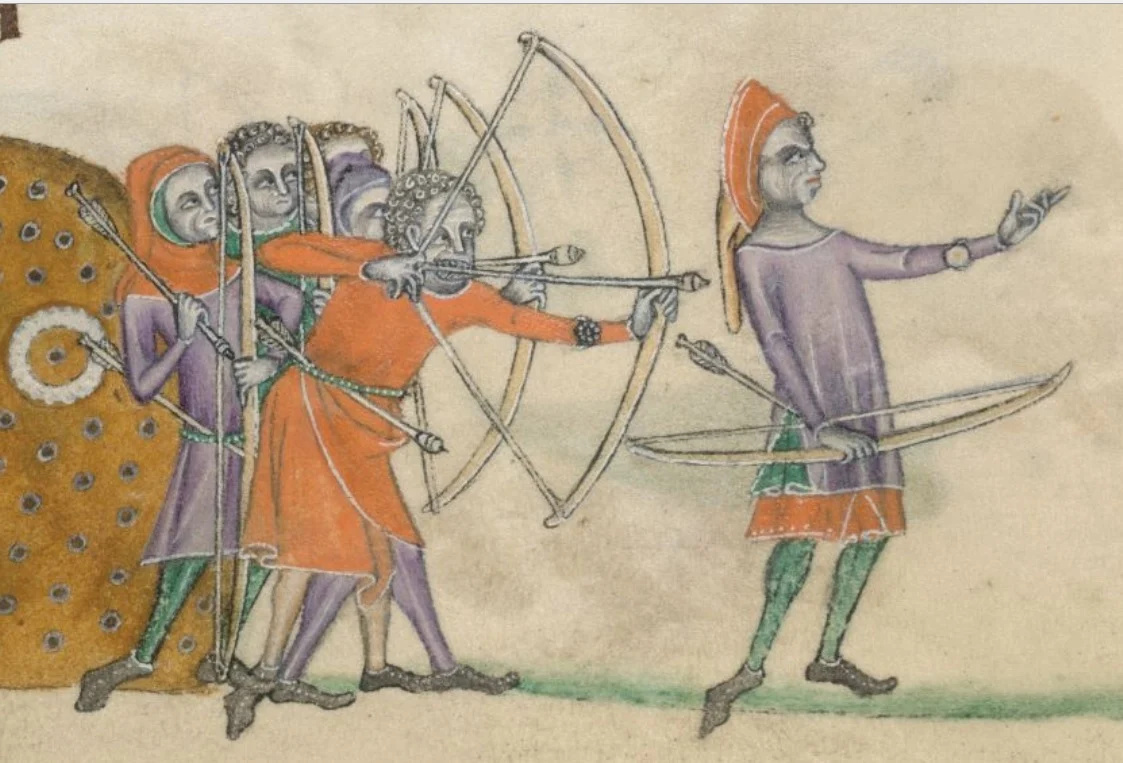
Обучение стрельбе из длинного лука. Миниатюра из «Псалтыри Латтрелла», 1325 г.

Скорость стрельбы являлась одним из главных преимуществ стрельбы из лука, по отношению к метательному/стрелковому оружию вплоть до изобретения капсюльного огнестрельного оружия.
Хороший темп стрельбы — 5 стрел, одновременно находящихся в воздухе. Выдающийся результат — 8 стрел в воздухе, что означало скорострельность в несколько стрел в секунду. Современные реконструкторы и любители истории, пытающиеся воспроизвести древние, по их мнению, техники «интуитивной» стрельбы, добиваются впечатляющих результатов. На записанных ими видео, например, лучница из Мурманска без особого видимого напряжения выпускает стрелы со скоростью практически одна в секунду, а датский мастер поражает цель на расстоянии 70 метров 3 стрелами из 5, выпущенными за 1,5 секунды. Хотя очевидно, что используемые ими луки и стрелы сделаны из современных материалов, есть основания полагать, что в древности в реальном бою лучники представляли гораздо большую угрозу, чем принято считать сегодня.

### Убойная сила
В 1428 году в Англии устроили состязание стрелков. Стрелы рекордсменов, пущенные с расстояния около 213 м, пробивали дубовую доску толщиной 5 см.
При силе натяжения около 70 килограммов композитный лук пробивал практически любые кольчужные доспехи с расстояния до 150 м. Латы стрела из лука, даже из композитного, не пробивала никак.
Дальность и точность стрельбы из лука была лучшей, чем у других видов старинного оружия. Почти никаких доспехов в реальной боевой обстановке стрела не пробивала, по крайней мере в античное время. В «Илиаде» описан случай пробития доспеха:
Пышно украшенный пояс мгновенно насквозь пронизала,
Панцирь искусной работы пробила, достигла повязки,
Бывшей под ним, — охраны для тела, преграды для копий,
Лучшей защиты героя; её она также пронзила
И по поверхности кожи скользнула, её оцарапав.
Тотчас же черная кровь потекла из рассеченной раны.

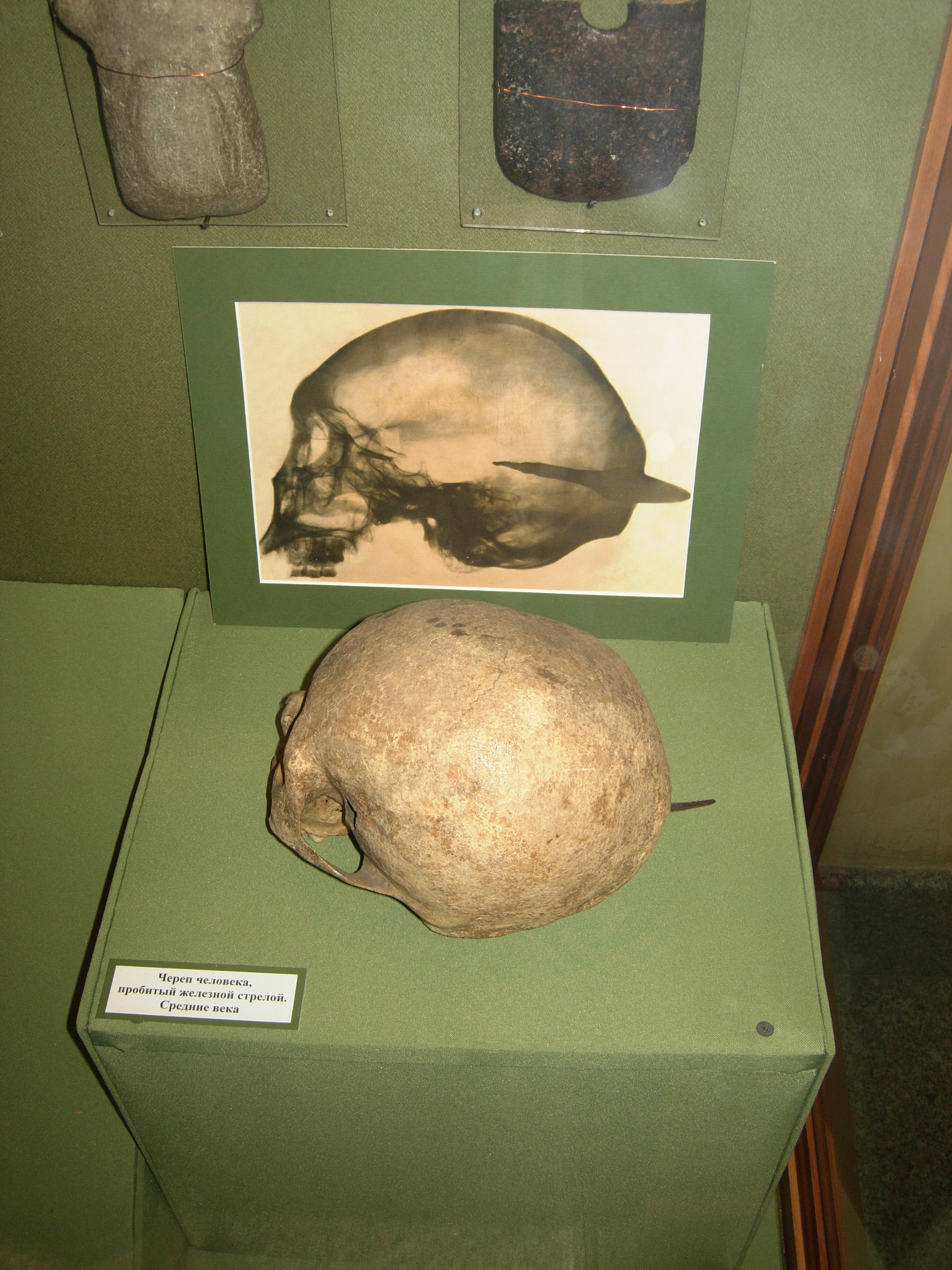
Череп человека, пробитый железной стрелой. Средние века

Однако полностью защитить тело со всех сторон доспехом достаточной прочности затруднительно, так что массовый обстрел приводил к многочисленным ранениям и потере боеспособности вражеских войск.
При штурме города маллов Александр Македонский получил тяжёлое ранение стрелой в грудь. Индийская стрела, выпущенная в упор из большого, в рост человека, индийского лука, пробила льняной доспех полководца. Средневековых английских королей в XI веке Гарольда II и Харальда Сурового убили в сражениях стрелами: первого в глаз, а второго — в горло.
Тем не менее слава об английских лучниках XIV века, расстреливающих французских рыцарей в Столетней войне, вполне заслужена и подтверждена средневековыми авторами. Короли могли позволить себе кольчуги из хорошего железа, доспехи их вассалов были не такие прочные. Так Гиральд Уэльский (Giraldus Cambrensis), хронист конца XII века, пишет про валлийских лучников:

Валлийцы стрелами пробили дубовые ворота башни, которые были толщиной в 4 пальца… Уильям де Браоз также свидетельствовал, что один из его солдат в бою с валлийцами был ранен стрелой, которая прошла через бедро, прикрытое доспехом с обеих сторон, и седло, смертельно ранив лошадь. У другого солдата, также хорошо защищённого доспехом, стрела пригвоздила бедро к седлу; и он, развернув лошадь, получил такую же рану в другое бедро, которая прикрепила его к седлу с обеих сторон… Луки этого народа сделаны не из рогов, слоновых бивней или тиса, но из дикорастущего вяза…, не рассчитанные для стрельбы на длинную дистанцию, но чтобы наносить глубокие раны в ближнем бою.

Мощные луки были также у турок-сельджуков, с которыми столкнулись рыцари во время крестовых походов. Альберт Аахенский, автор начала XII века, пишет про гибель одного из рыцарей в крестовом походе в 1096 году в бою с турками близ Никеи: «Там Вальтер Пеннилес пал, пронзённый семью стрелами, которые проткнули его кольчугу».

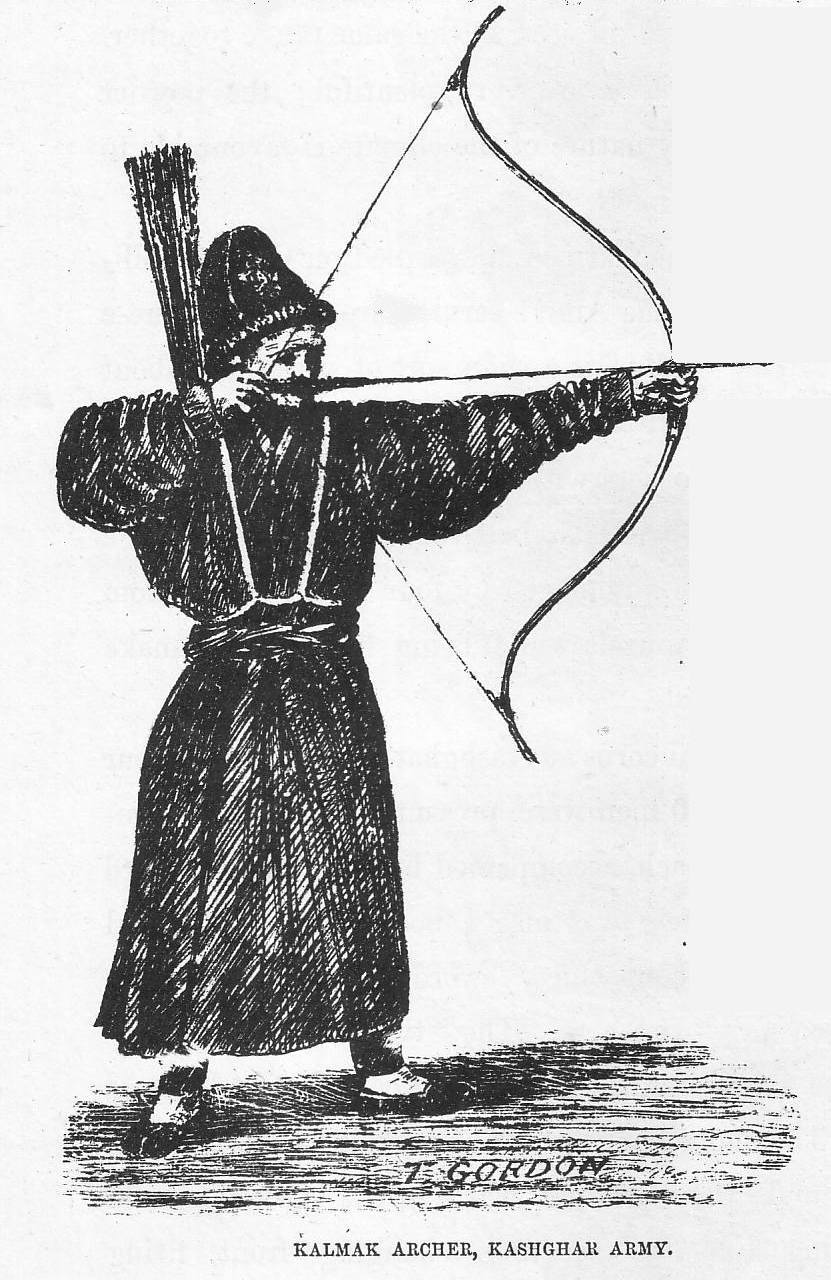
Яркендский стрелок из армии государства Йяттишяр (около 1870)

На Дальнем Востоке кочевые народы возле Китая также изготавливали мощные луки. Фан Сюаньлин рассказывает о неком Али, подручном правителя хуннов Хэлянь Бобо (начало V века):

Когда представляли ему готовое оружие, кого-нибудь из мастеров он всегда предавал смерти. Если при стрельбе в панцирь стрела не пробивала его, он обезглавливал того, кто делал лук, а если стрела пробивала панцирь, казнил делавшего панцирь.

Значительное количество исторических свидетельств говорит о том, что доспехи спасали от стрел, и рыцари в кольчуге получали лишь незначительные раны, а латы вовсе не пробивались стрелами. Были проведены испытания, стальные пластины расстреливались из больших английских луков с расстояния 10 м. Пластины толщиной 1 мм пробивались под прямыми углами, но 2 мм сталь пробить не удалось. Кроме того, пробивная сила стрелы зависела и от применяемого наконечника. Так, для стрельбы по кольчугам применяли наконечники в виде длинных игл, а для пробития сплошных доспехов (как рыцарские кирасы) в XIV веке стали применять короткий граненный ромбовидный наконечник.
В то же время во время схваток с монголами в XIII веке западные воины (крестоносцы, венгры, чешские и польские рыцари) были поражены тем фактом, что монгольская стрела пробивала латника насквозь (М. И. Игнатов), если он при этом не прикрывался щитом. И при принятой у западных воинов тактике боя — сближение до рукопашной схватки (а монгольская лёгкая кавалерия не позволяла этого сделать), шансов у латников практически не было.

### Луки разных народов

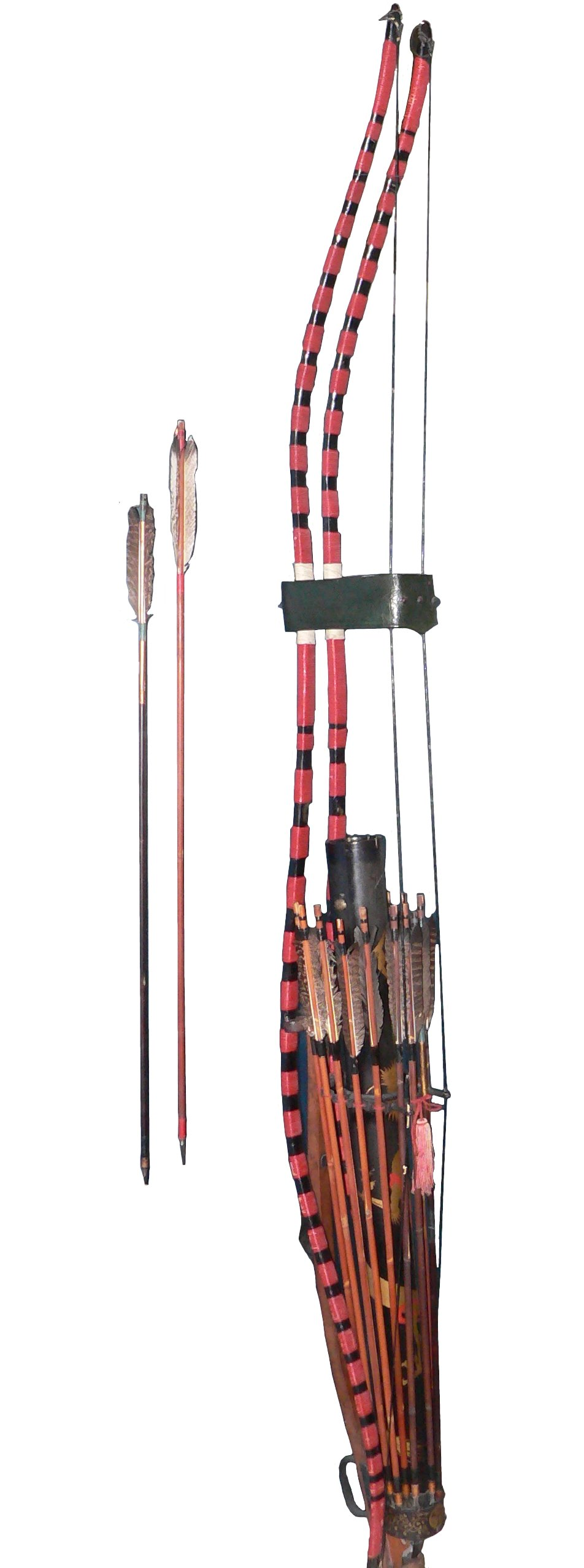
Усиленные луки японцев

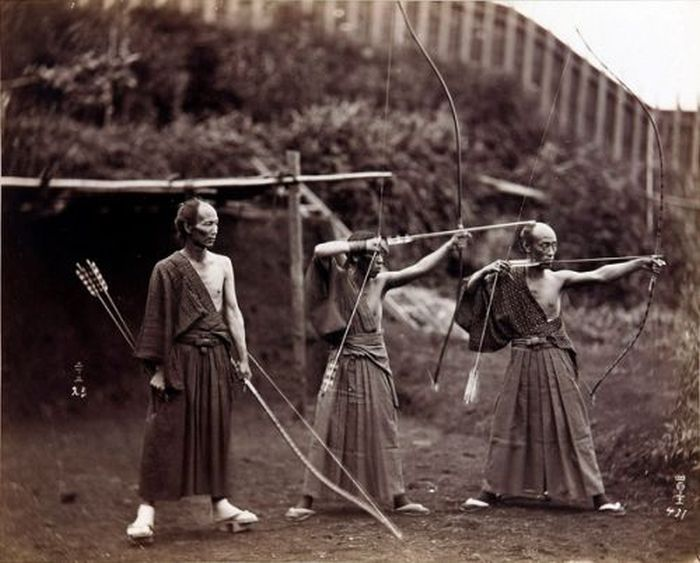
Японские лучники. Фото 1870-х годов

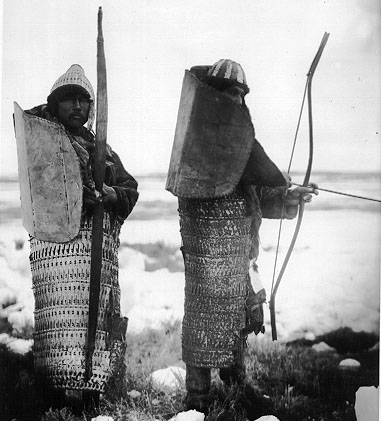
Корякские воины с луками

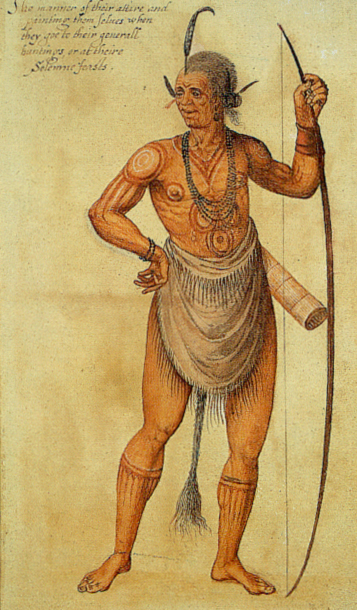
Индеец саскуеханнок. Акварель Джона Уайта, 1585 г.

С очень давних времен люди использовали луки для того, чтобы охотиться и воевать. Как ни странно, но лук появился в разное время, на разных континентах, независимо от других. Единственными народами, не использовавшими лук, были аборигены Австралии и Тасмании, заселившими эти территории до верхнего палеолита, когда предположительно возникло это оружие. 
Реальные боевые свойства луков были следующими:
- Простой лук длиной 100—150 см мог использоваться для прицельной стрельбы 25-граммовыми стрелами на 30 м и 50-граммовыми на 40 м. Навесная стрельба теоретически могла вестись до 100—150 м. Пробить стрела из такого лука могла только кольчугу на самом близком расстоянии (и то, если имела стальной наконечник). Таковы были луки индейцев и большинства народов средневековой Европы. Однако есть свидетельства конкистадоров о том, что стрелы индейцев с каменными наконечниками пробивали испанские кольчуги.
- Английский лук длиной 180—220 см применялся для прицельной стрельбы легкими стрелами на 300 м и тяжелыми (150—225 г) — до 180 м. При стрельбе тяжёлыми стрелами применялись луки выдающейся силы натяжения, что являлось скорее исключением. Существует мнение, что дальность стрельбы из подобных луков завышена хронистами, в связи с лестью либо непониманием, поскольку обычно они не были ни лучниками, ни технически образованными людьми, описывая события со слов очевидцев.
- Сложный лук чукчей изготовлялся из двух сортов древесины — обычно лиственницы и берёзы, склеенных рыбьим клеем. Клей также делал древесину более упругой[23].
- Аналогичные по эффективности, только более короткие (до 180 см) усиленные луки имелись, например, у новгородской пехоты и у норманнов.
- Составные луки азиатских пеших лучников обычно были короче — не более 150 см. Если применялись тяжёлые стрелы, то опасны они были до 225 м, но чаще пешие лучники стреляли навесом до 150 м, а прицельно лёгкими стрелами — на 50—70 м.

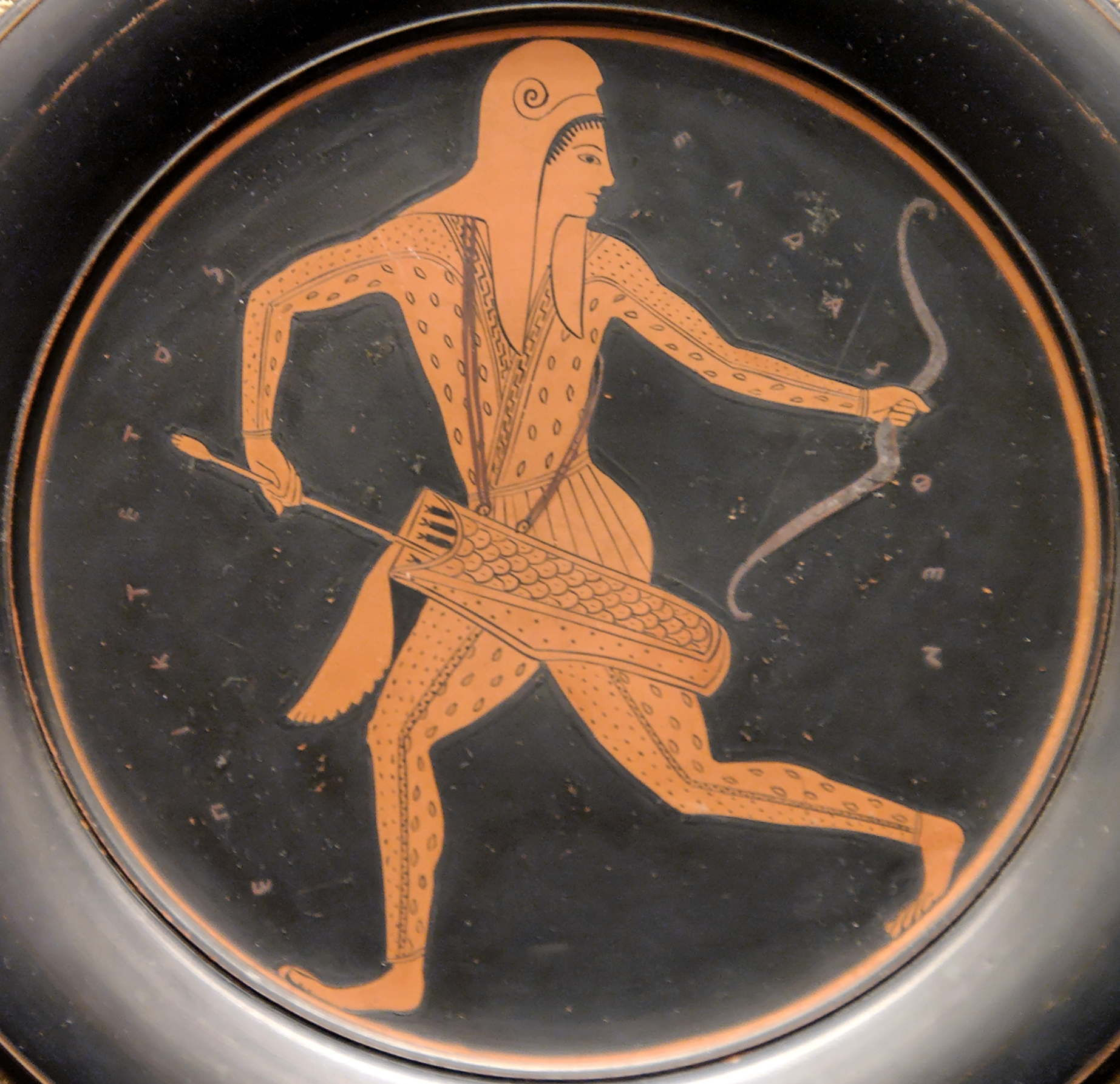
Скифский лучник. Работа вазописца Эпиктета, около 520 г. до н. э.

- Обычный кавалерийский лук имел длину 120—130 см (только у гуннов, которые использовали усиленные, а не составные луки, до 160 см). Прицельная стрельба с коротких остановок и с карусели велась на 50 м лёгкими стрелами. С такой дистанции пробивалась кольчуга. Так стреляла русская[24] кавалерия, турки, татары и гунны.
- Скифский составной лук имел 70—80 см в длину, стрелы к нему весили 15—25 г. Дальность эффективной стрельбы была ограничена дистанцией 30—40 м, максимальная дальность полёта стрелы составляла 100—120 м. Древние поражались так называемому «скифскому выстрелу», когда конное войско скифов мчалось на врага, на полном скаку осыпая его стрелами, затем, приблизившись, скифы поворачивали назад, при этом продолжая обстрел, сидя спиной к противнику и оборачиваясь в седле.

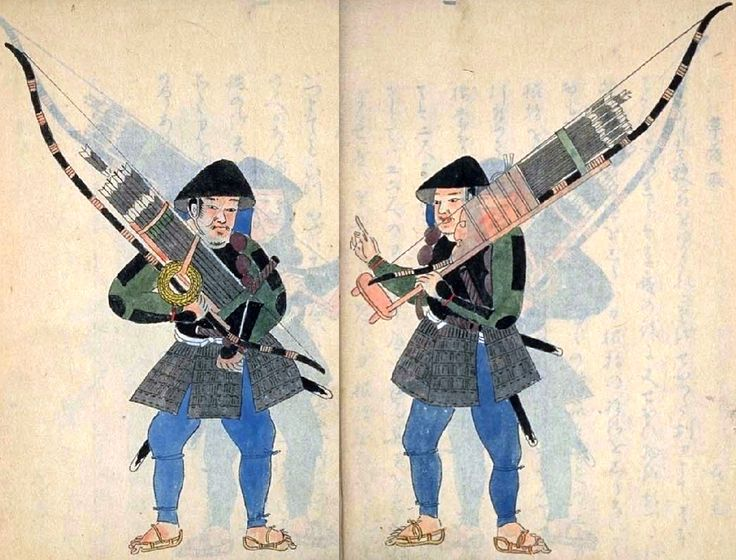
Оруженосцы Яэмон и Ядзаэмон, несущие луки своего господина. Илл. из «Истории о пеших воинах» (Дзохё-моногатари), XVII в.

- Монголы использовали китайские пехотные луки[25] и тяжёлые стрелы и стреляли по ходу движения на полном скаку. При этом, за счёт сложения скоростей, медленная (около 30 м/с) тяжёлая стрела получала до 40 % прибавки к дальности, а её энергия удваивалась. Монгольские стрелы могли быть опасны на расстоянии в 200 м и дальше. Однако это было скорее исключение, связанное с необходимостью борьбы с китайскими пешими лучниками и арбалетчиками.
- Японский боевой лук дайкю может достигать длины 2,5—2,8 м[26] и имеет ассиметричную форму, при которой рукоять его (юдзука) располагается приблизительно в одной трети длины снизу, из-за чего верхнее плечо (ката) почти в два раза превосходит нижнее. Подобная форма сформировалась в эпоху Муромати (XIV — первая пол. XVI вв.) и предусматривала удобство стрельбы с лошади, с возможностью свободного прицеливания из седла в любую сторону. Изначально плечи изготовлялись из дерева, но начиная с XII века стали прокладываться бамбуковыми планками и перевязываться волокнами ротанговой пальмы. Рукоять стали обёртывать кожей, а изогнутые окончания плечей (отоканэ) покрывать металлом. Тетива, как правило, сплеталась из пеньки, китайской крапивы или шёлка, а затем вощилась[27]. Навыки владения дайкю отрабатывались в ходе многолетних упражнений, на основе которых возникли воинские искусства кю́до (букв. «путь лука») и ябусамэ (конная стрельба). Наряду с длинным кавалерийским луком дайкю, бытовал симметричный лук ханкю — длиной от 50 до 90 см, изготовлявшийся из дерева, китового уса и сухожилий, который, вероятно, заимствован был у корейцев[28].

## Настоящее время
Современная стрельба из лука делится на несколько направлений — спорт, охота и физкультура. Существуют также движения ролевиков и реконструкторов, которые используют исторические и самодельные конструкции лука и аксессуаров для проведения ролевых игр и чемпионатов.
Джек Черчилль по прозвищу «Безумный Джек» известен тем, что во время Второй мировой войны принимал участие в боевых операциях, будучи вооружён английским длинным луком со стрелами и шотландским палашом.

### Спортивная стрельба из лука
Спортивная стрельба из лука различается по типу используемого лука и виду соревнований. В большинстве соревнований участвуют стрелки из разных типов луков, а стрелки из одного типа лука — в разных видах соревнований.

#### Виды спортивного лука

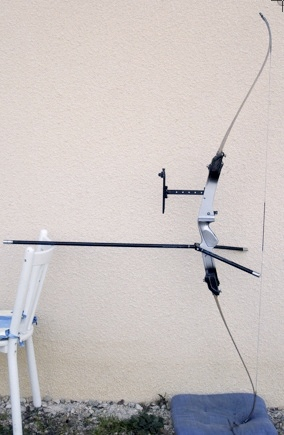
Олимпийский лук со стабилизатором

- Традиционный лук («традиция») — деревянный длинный лук, созданный на базе английского лука. В нём запрещены составные и пластиковые материалы, прицелы, а также кликеры и плунжеры. Обычно используются деревянные стрелы, хотя от этого правила часто отходят.
- Олимпийский лук («олимпик») — аналогичный классическому лук, только построенный с использованием современных материалов, как то: дюралюминий для рукоятки, пластик для плеч, углепластик или алюминий для стрел и сталь для наконечников. Как правило, олимпики — это разборные луки, в отличие от классики. В олимпике добавляется прицел из одной точки (вторая точка прицеливания запрещена), кликер для определения конца тяги и плунжер для регулирования выброса стрелы в горизонтальной плоскости перпендикулярно выстрелу. Несмотря на все эти изменения, стрельба из классики и из олимпика очень похожи, хотя олимпик значительно точнее. Также в олимпике может быть стабилизатор для уменьшения колебания лука во время выстрела.
- Блочный лук («компаунд») — современная конструкция лука, которая не имеет аналогов в истории. Он был создан в США в конце 1980-х годов. Ключевой особенностью конструкции являются два блочных механизма на концах плеч (модели с одним блоком распространения не получили), которые перераспределяют нагрузку тяги таким образом, что к концу она очень сильно ослабевает. В результате, хотя нагрузка такого лука может доходить до более чем 35 кг, лучник может спокойно стоять с натянутым луком, ощущая не более 3 кг. Также блоки осуществляют более «правильный» разгон стрелы, когда нагрузка на неё растёт с ростом скорости, что сильно снижает стартовую деформацию и повышает КПД лука. На блочные луки ставят оптические прицелы с двумя точками прицеливания — одна на рукоятке, другая на тетиве. Саму тетиву лучник в правой руке не держит, тетива удерживается релизом (или релайсингом) — механизмом, который аналогичен спусковому механизму в арбалете. Это позволяет полностью убрать негативный эффект скатывания тетивы с пальцев в классике, и стрела летит очень устойчиво. Блочная система позволяет уменьшить длину лука при сохранении прежней длины стрелы и мощности. При равной натяжке и длине стрелы начальная скорость стрелы блочного лука будет примерно в два раза выше, чем у обычного спортивного лука.

#### Виды соревнований

##### Олимпийские игры

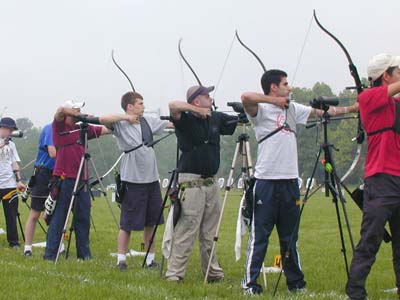
Стрельба из олимпийского лука

На Олимпийских играх участвуют стрелки только из олимпийского лука. Стрелки различаются по полу, мужчины и женщины стреляют отдельно, хотя упражнения одинаковы. Проводятся личные и командные соревнования. Сначала проводится отборочный раунд, когда все стрелки на рубеже 70 м, где каждый делает 2 круга по 36 выстрелов (6 серий по 6 выстрелов) в мишень диаметром 120 см. По результатам отборочного раунда производится отбор участников на финальный раунд. В финальном личном раунде стрелков делят на дуэльные пары. Каждая дуэльная пара делает по 12 выстрелов, в следующий круг попадает тот участник, который попадёт больше очков. Результаты предыдущих стрельб при этом не учитываются. Командные соревнования проводятся аналогично. В команде 3 стрелка, результаты которых суммируются. На разных олимпиадах для увеличения зрелищности и привлечения телевидения правила незначительно меняются.
Соревнования проводятся на открытой травяной лужайке, по правилам направление стрельбы должно быть в пределах 15° от направления на Север. Сами соревнования идут в течение двух дней для мужчин и двух дней у женщин, каждый день отдельный раунд.
Значительным художественным достижением стрельбы из лука на олимпиаде стало участие лучника в зажигании олимпийского огня. В темноте лучник навесной траекторией стрелял горящей стрелой в чашу, где должен был загореться огонь.

##### Чемпионаты по спортивной стрельбе на открытом воздухе
На таких чемпионатах участвуют стрелки из олимпийского лука и стрелки из блочного лука. Стрелки различаются по полу и типу оружия, все стреляют отдельно. Мужчины и женщины стреляют одно и то же упражнение, но на разных дистанциях. В отборочном раунде проводится упражнение M-1, которое состоит в последовательной стрельбе на разных дистанциях. Мужчины стреляют на дистанциях 90, 70, 50 и 30 метров, женщины — 70, 60, 50 и 30 метров. Стрельба на длинных дистанциях от 60 и выше производится в мишень диаметром 120 см, а на коротких дистанциях до 50 и меньше — в мишень 80 см диаметром. На каждой дистанции делается по 36 выстрелов. Далее результаты суммируются и распределяется финальный раунд, который проводится аналогично олимпийскому.
Соревнования длятся 3 дня, в первый день длинные дистанции отборочного раунда, во второй короткие, в третий — дуэльный раунд. Командные соревнования проводятся аналогично.

##### Чемпионаты по спортивной стрельбе в помещениях
Формат и состав соревнований в помещений аналогичен соревнованиям на открытом воздухе. Отличается дистанция стрельбы 18 метров и размер мишени — 40 см в диаметре для полного размера. Если в соревнованиях на открытом воздухе каждый стрелок выпускает все стрелы серии (3 выстрела на короткой дистанции или 6 выстрелов на длинной) в одну мишень, то здесь для избежания порчи стрел, которые могут разбить друг друга, каждая стрела серии выпускается в собственную мишень. А для возможности размещения таких мишеней на щите их обрезают до шестерки.
Отборочный круг проводится один день и состоит из двух дистанций по 30 выстрелов, итого 60 выстрелов. На следующий день проводится дуэльный круг.

##### 3Д стрельба из лука

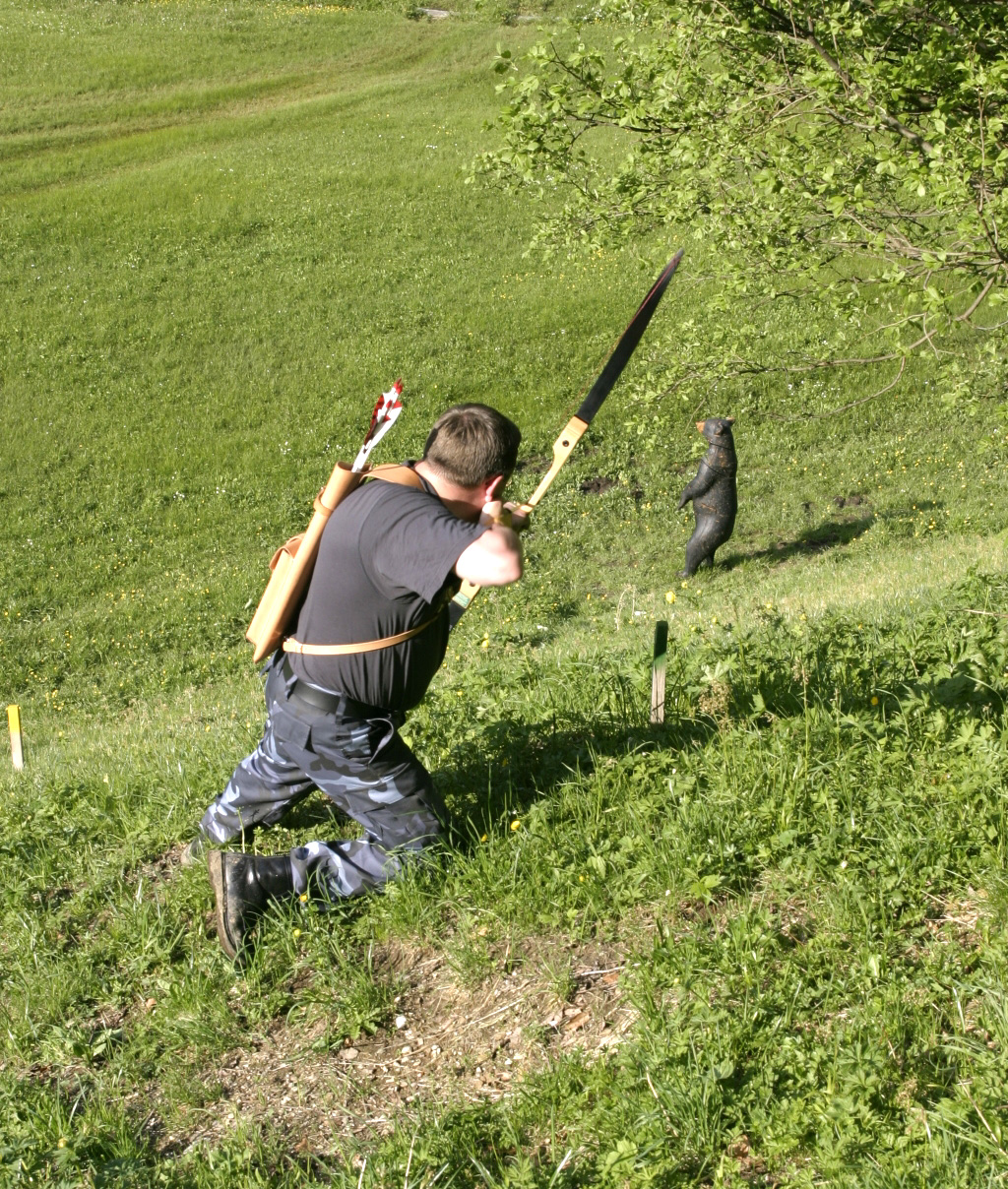
3Д стрельба с олимпийским луком

Соревнования кардинально отличаются от спортивной стрельбы. В них участвуют стрелки из всех трёх типов луков — традиции, олимпика и компаунда. Различий по полу обычно нет.
Соревнования проводятся на природе, например, в парке. Стрелки идут по тропе и поражают мишени, которые имитируют различных животных. Мишени могут быть скрыты небольшим кустом, стоять на разных расстояниях и разной высоте. В результате стрелку приходится уметь определять дистанцию и высотное превышение, дальномеры и угломеры запрещены. На каждую мишень даётся несколько стрел. Иногда очки за мишень считается по сумме набранных очков, иногда считается сам факт поражения мишени одной или несколькими стрелами.

##### Полевая стрельба

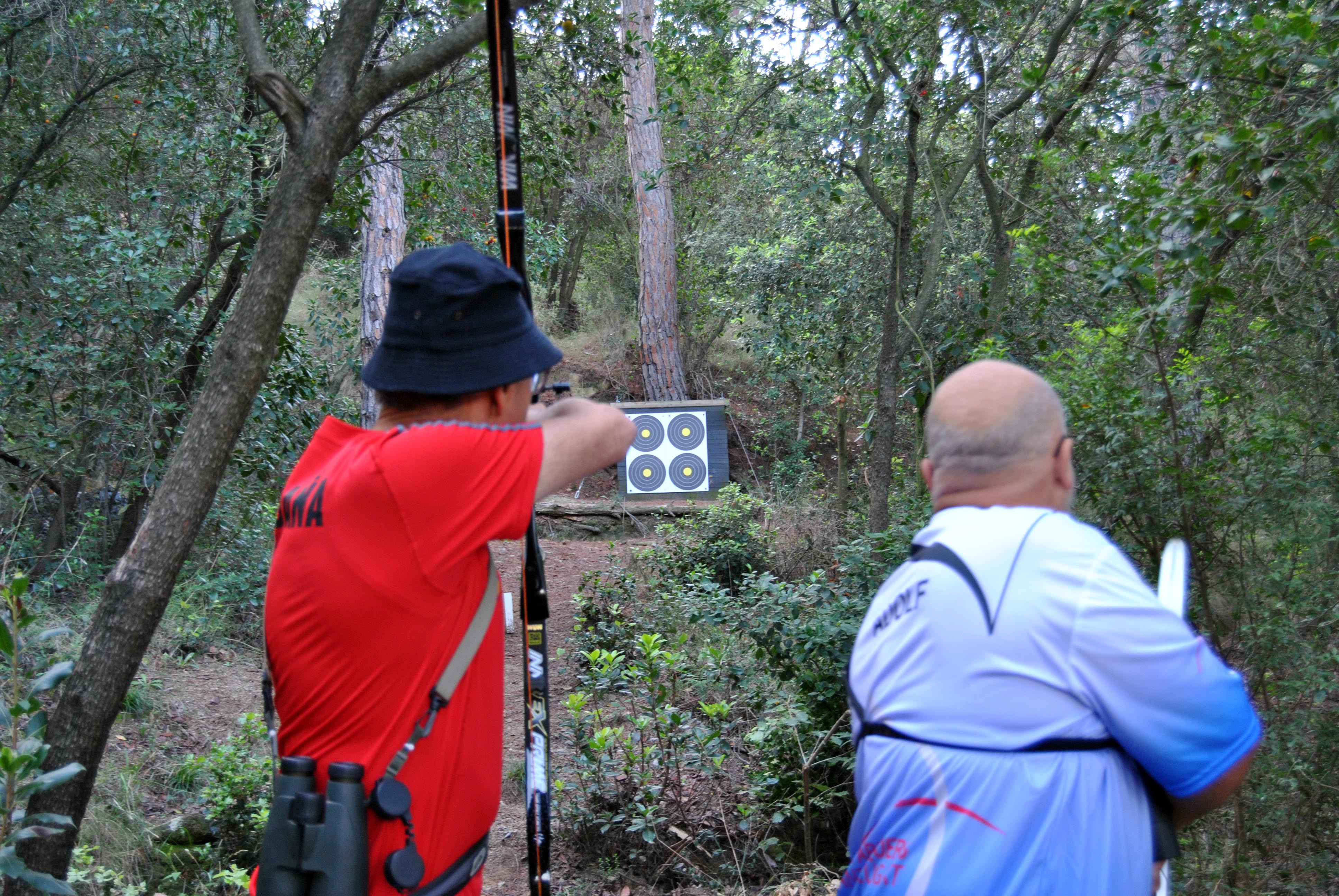
50-й чемпионат Каталонии по полевой стрельбе

Полевая стрельба чем то похожа на 3Д стрельбу из лука с некоторыми различиями. Мишени используются бумажные и размещаются на щите в количестве 1—4 штук. В каждой мишени 6 колец, что соответствует количеству очков за поражение соответствующей зоны, начиная с внешнего кольца. Внутренние 2 кольца окрашены в желтый цвет, 5 и 6 очков, остальные в черном цвете. Размеры мишеней 20 см, 40 см, 60 см, и 80 см в диаметре и зависит от дистанций до них. Дистанции до мишеней варьируются в диапазоне 5−55 метров и в первом квалификационном круге не известны лучникам, во втором круге, дистанции маркируются на рубежах. Каждый лучник выпускает по 3 стрелы в свою мишень. Побеждает тот кто наберет больше очков за квалификационный раунд, либо тот кто победит всех соперников в личных встречах, для команд в командных встречах, в финальном раунде.

##### Ачери-биатлон
Это зимний лыжный вид спорта, аналогичный биатлону, только с луком. Для этого используется олимпийский лук без стабилизатора, который стрелок переносит в мешке за спиной. Стрелы обычно получают на рубеже. Правила так же, как в обычном биатлоне, бывают разные, отличаются дистанции гонок и поведение при промахе мимо мишени.

##### Вертикальная стрельба из лука
Стрельба проводится не по горизонту, а вверх. Имеется высокий столб с колесом, на котором закреплены мишени в виде шаров или бочонков, называемые попугаями, а сам столб — пальмой. Стрелок стоит под пальмой и стреляет вертикально вверх, попугай считается поражённым, если он сбит на землю. Победителем считается тот, кто сбил больше попугаев.

### Лучная охота

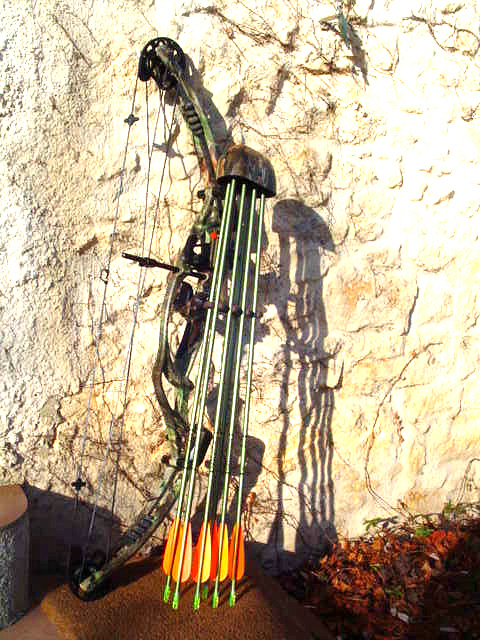
Охотничий блочный лук с наручным колчаном (кивер)

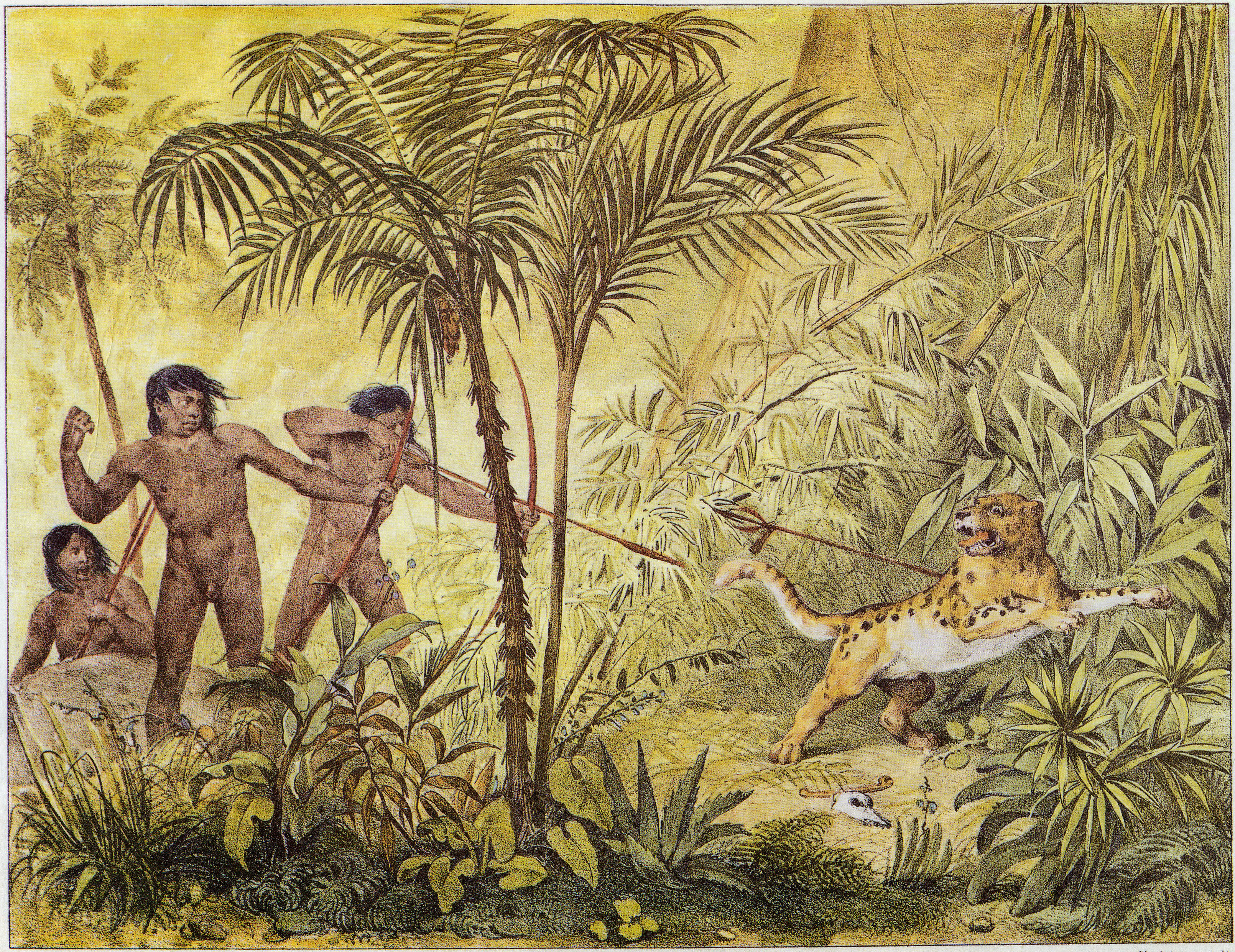
Охота бразильских индейцев на ягуара. Худ. Йоганн Ругендас, 1835 г.

Это вид охоты на крупного нехищного зверя, обычно оленя, лося, барана или подобного. Для охоты используется тот тип лука, который более привычен стрелку, но компаунд является самым эффективным, а потому более распространён среди лучных охотников. На охотничьих луках устанавливают укороченные модели стабилизаторов, специальные охотничьи прицелы, которые можно выставлять сразу на несколько дистанций, а некоторые модели имеют установленные прямо на рукоятке колчаны (киверы), хотя последнее относится скорее к категории красоты, так как снижает эффективность и меняет баланс, но при этом повышает скорострельность.
В соответствии с федеральным законом «Об оружии» от 13.12.1996 N 150-ФЗ в России лук однозначно относится к спортивному оружию и не может быть использован для охоты, кроме случаев «проведения научно-исследовательских и профилактических работ, связанных с иммобилизацией и инъецированием объектов животного мира». Несмотря на это, охота с луком допускается, если лук не является оружием (нет подтверждения). Лук не является оружием, если максимальное усилие натяжения до 27 кгс на плечах лука (в соответствии с требованиями российского законодательства и Приказом МВД № 1020).
Сейчас проходит чтение законопроект на разрешение охоты с луком (принят в первом чтении, осталось еще 2), правила предписывают то же самое, что и для охоты и владения ружьями.

### Юридический статус в России
Согласно разделу «VIII. Метательное оружие» приказа МВД РФ от 20.09.2011 N 1020

38. К метательному гражданскому оружию относятся луки (универсальные спортивно-охотничьи) и арбалеты (универсальные спортивно-охотничьи и матчевые спортивные), предназначенные для занятий спортом и охотой.
39. Основным критерием для классификации луков по видам является сила дуги, которая для луков универсальных спортивно-охотничьих имеет величину более 27 кгс (60 Lbs).
Луки с силой натяжения дуги менее 27 кгс (60 Lbs), не являются метательным оружием, а являются конструктивно схожими с таковым.

### Физкультурно-развлекательная стрельба из лука
В США, Японии и некоторых странах Европы, стрельба из лука является также и развлечением, и используется для занятий физкультуры у школьников. Используются модифицированные модели олимпийских луков, которые максимально удешевляют и упрощают конструкцию, чтобы ими могли пользоваться и дети, и малоподготовленные взрослые.

## Техника стрельбы

### Техника стрельбы из классического лука

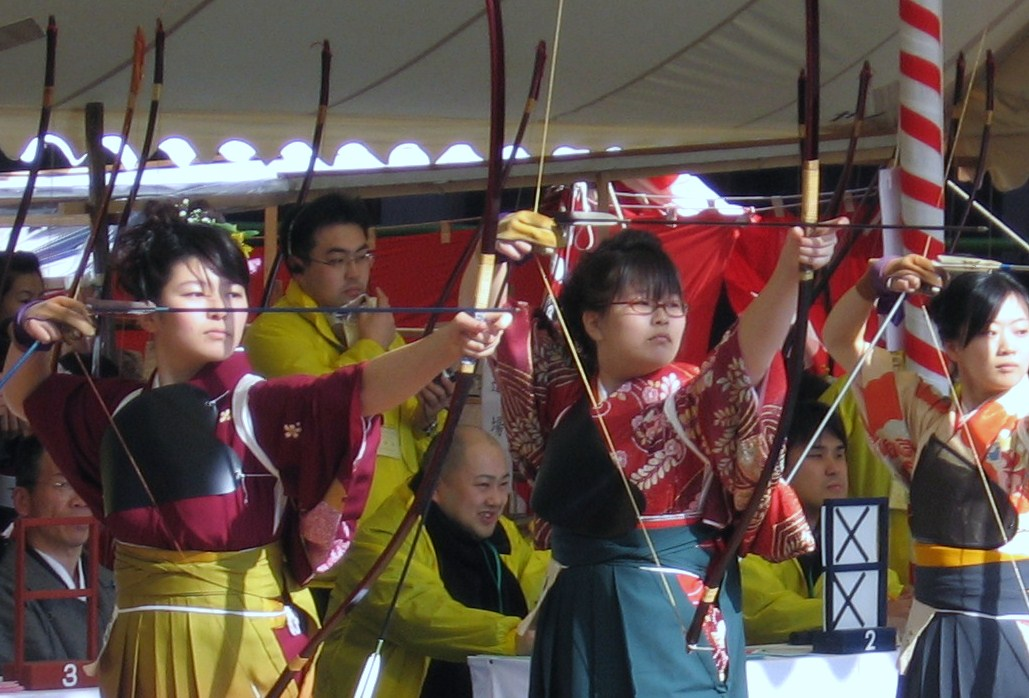
Традиционная японская стрельба из лука. На увеличенной картинке видно специальную перчатку для стрельбы из лука с тремя пальцами.

Лук берётся левой рукой. Тетива захватывается двумя или тремя пальцами (указательный, средний и, возможно, безымянный) открытой ладонью (то есть ладонь «смотрит» на стрелка). Захваченный, но не натянутый, лук выводится на цель. Затем стрелок начинает тягу, параллельно с уточнением прицеливания. Тяга осуществляется равномерно на всем протяжении, а левая рука при этом фиксируется в суставе до полной неподвижности. Тяга ведётся к подбородку, носу или щеке. Локоть правой руки «смотрит» вверх, а не вниз, как это естественно для человека.
Выстрел производится как окончание тяги. Замирать с натянутым луком нельзя, сразу сбивается прицеливание. Сам момент выстрела для классического лука очень важен, поскольку его крайне сложно контролировать в силу большой скорости и высокой силовой нагрузки на пике тяги. Для того чтобы тяга всегда была только на одно и то же расстояние, стрелы все должны быть строго одной длины. Выпуск производится при касании наконечником левой руки или при щелчке кликера для современного лука. Сам по себе выпуск состоит в расслаблении тянущих пальцев правой руки. При этом натяжение тетивы само раскрывает ладонь и тетива скатывается по пальцам. За счёт этого скатывания и неидеальностей в технике стрельбы и строении человеческого тела, которое не может выдерживать в абсолютной неподвижности нагрузку в десятки килограммов, возникает поперечная нагрузка на стрелу, которая начинает колебаться в воздухе. При отпускании тетивы правая рука уходит за голову.
Существует легенда о том, что амазонки отрезали или выжигали себе одну грудь, чтобы она не мешала стрелять из лука.

### Техника стрельбы из блочного лука
Техника для правшей: Лук берётся левой рукой. Тетива натягивается при помощи релиза: Т-образного или кистевого. При использовании Т-образного релиза ладонь смотрит наружу, большой палец находится снизу. Нажатие на спуск осуществляется большим пальцем. При использовании кистевого — ладонь в горизонтальном положении, большой палец прижат к скуле или заведен за шею. Спуск нажимается указательным или средним пальцем.
Левая рука вытянута в сторону мишени; правая натягивает тетиву, относительно резким движением, чтобы не слишком утомлять лучника, так как до срабатывания блоков лук является весьма тяжёлым в натяжении. Палец на спуск ложится сразу же после натяжения, чтобы не пропустить момент окончательного прицеливания, то есть нахождения мушки в центре мишени. После прицеливания правой рукой делается нажатие на спуск.
Из-за слишком больших усилий в средней зоне тяги некоторых блочных луков часто применяется метод анатомического рычага. Лучник становится с руками, вытянутыми вверх. При этом разность длин по рукам до точек захвата невелика и руки в локтях прямые. Далее лук опускается на сторону выстрела, а увеличивающаяся разность длин вытягивает тетиву. Локти при этом остаются прямыми и усилия значительно снижаются. Этот способ позволяет вытянуть тетиву такого натяжения, которое силовым методом преодолеть нельзя.

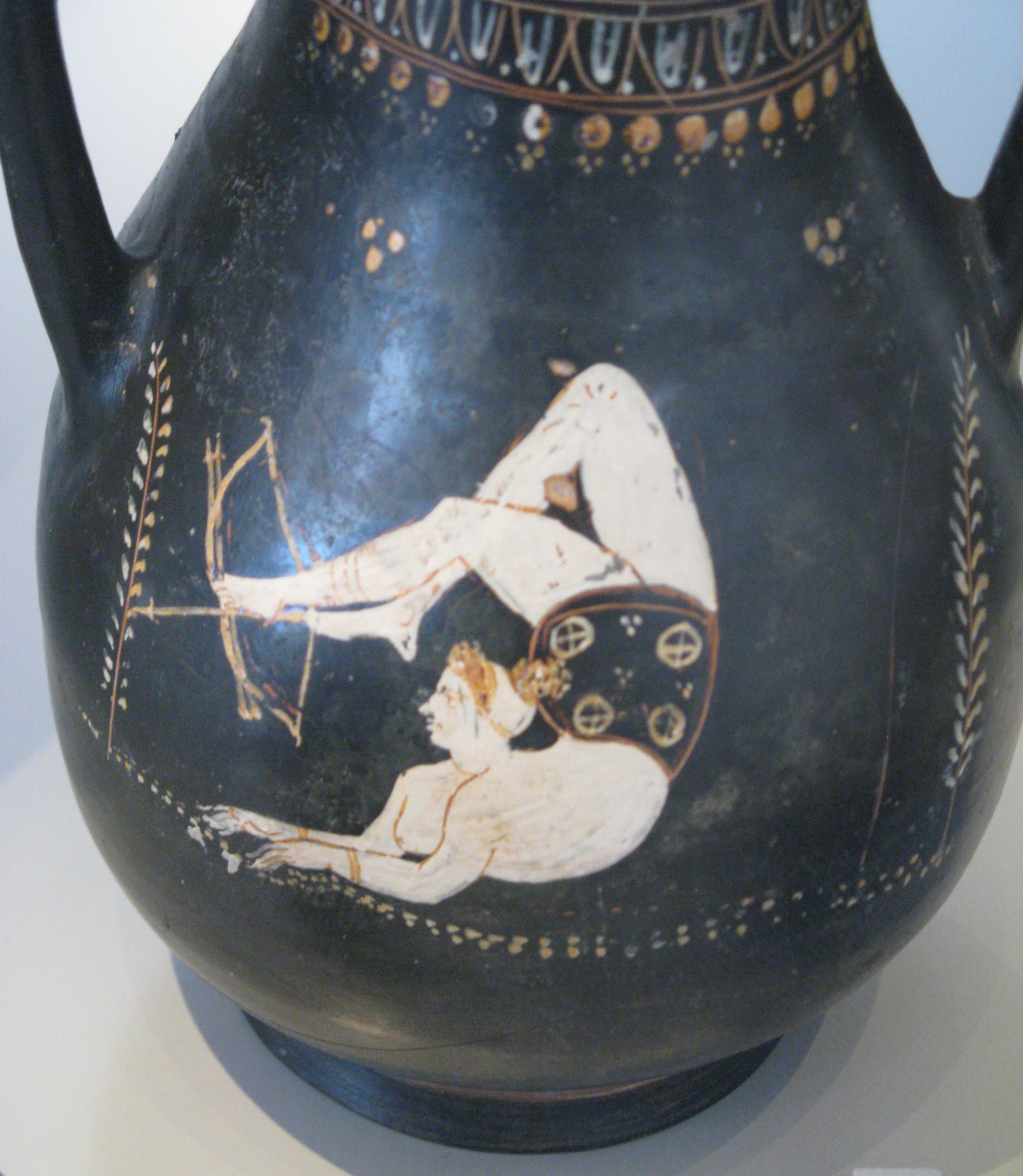
Акробатка, стреляющая из лука ногами. Роспись гнафианской пелики IV в. до н. э.

### Стрельба из ножного лука

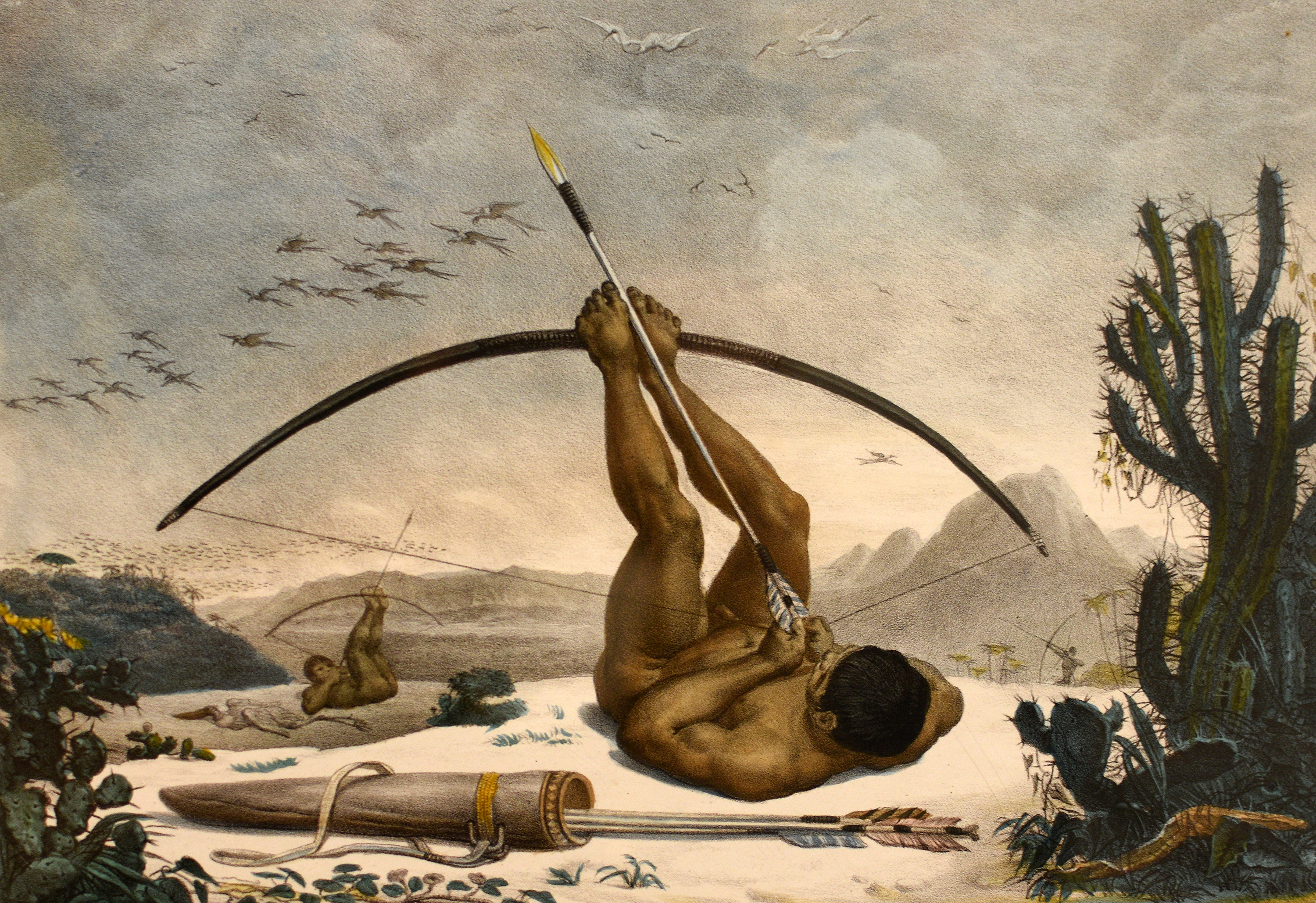
Охотники кабокло из Сан-Лоренсу. Литография Жана-Батиста Дебре (1834)

У некоторых коренных народов Южной Америки, Новой Гвинеи и пр. издавна практиковалась стрельба из крупных ножных луков, в процессе которой тренированный охотник или воин, как правило, ложась на землю спиной, натягивал тетиву обеими руками, упираясь в рукоять лука своими ногами. Подобный способ стрельбы, известный ещё в античную эпоху, а в новое время описанный путешественниками и зафиксированный художниками-европейцами, требовал серьезной подготовки.

## В культуре

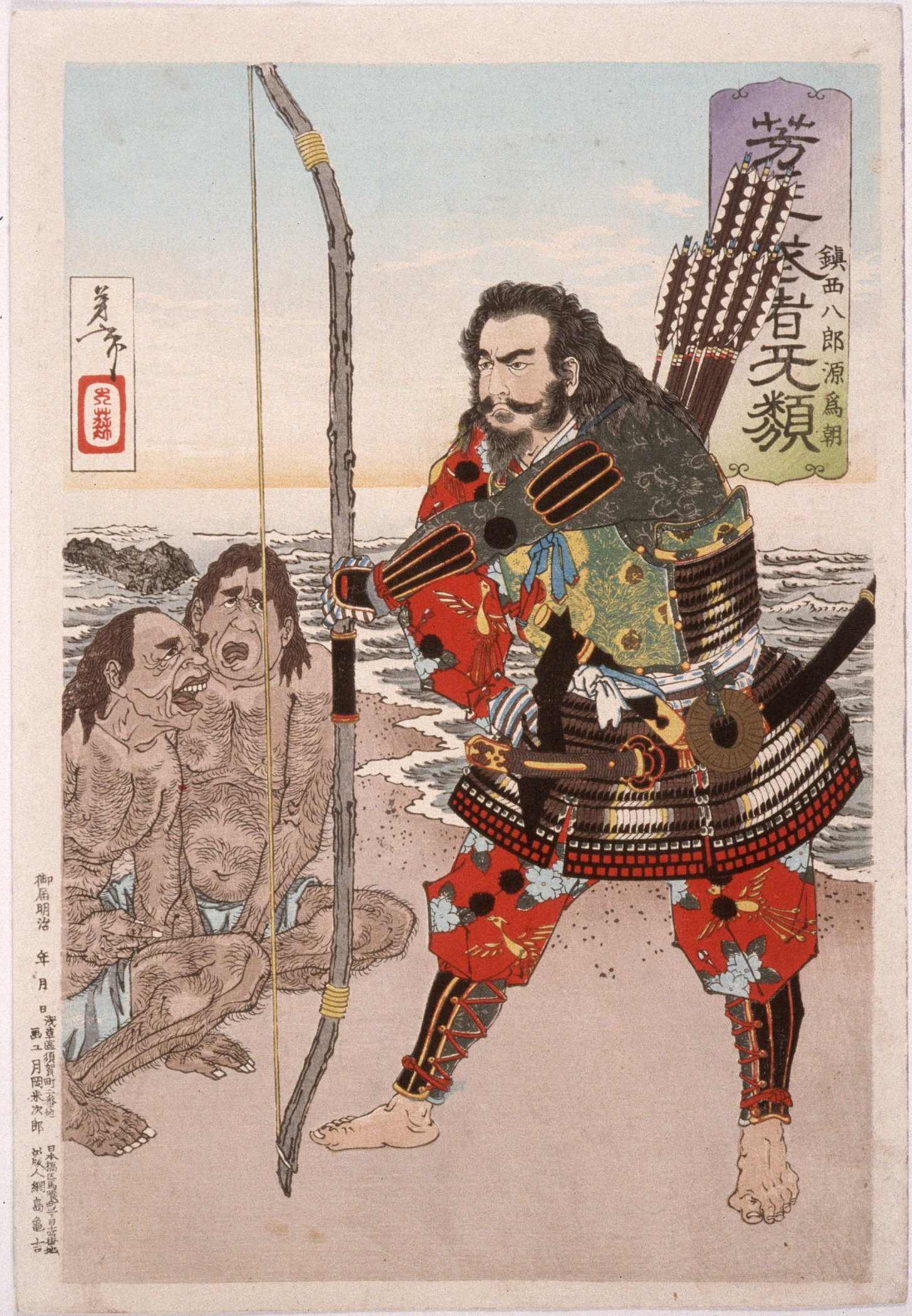
Минамото-но Тамэтомо на острове Идзуосима. Ксилография Цукиока Ёситоси, 1886 г.

- Одиссей — герой древнегреческих мифов. Владел особо тугим луком, натянуть который способен был лишь он один. Вернувшись из многолетних странствий после Троянской войны в свой дворец на острове Итака, перебил там из этого лука женихов своей жены Пенелопы.
- Рама — герой древнеиндийской мифологии, главный персонаж эпической поэмы «Рамаяна», во время сватовства к Сите сумевший не только натянуть лук бога Шивы, но и сломать его.
- Илья Муромец — древнерусский богатырь, былинный персонаж, сумевший сбить с дуба в Брынских лесах Соловья-разбойника стрелой, выпущенной из своего лука
- Минамото-но Тамэтомо — легендарный японский самурай-гигант XII века, участник феодальных войн, огромный лук которого могли натянуть лишь три сильных воина.
- Робин Гуд — герой средневековых английских народных баллад конца XII—XIII веков. Его лесная армия насчитывала несколько десятков вольных стрелков — отличных лучников.
- Леголас, один из главных героев книг и фильмов по третьей эпохи легендариума Толкина, как и прочие эльфы, мастерски обращался с луком — достиг высочайшей точности и скорострельности.
- Сьюзен Певенси — героиня серии книг и фильмов Хроники Нарнии. Получила свой лук от Деда Мороза и необычно быстро научилась хорошо стрелять из него.
- Сэмкин Эйлвард — английский йомен, вымышленный персонаж исторического романа Артура Конан Дойла «Белый отряд» (1891), представляющий собой собирательный образ английских лучников эпохи Столетней войны.
- Эллис Дэкуорт — лесной стрелок-повстанец по прозвищу Джон Мщу-за-всех, действовавший во времена Войны Алой и Белой Розы, персонаж исторической повести Роберта Льюиса Стивенсона «Чёрная стрела» (1888).
- Китнисс Эвердин — героиня серии книг и фильмов Голодные игры. Использует лук в качестве основного оружия. Объясняется это ее браконьерским прошлым.
- Оливер Куин — герой комиксов, более известный как Зеленая стрела. Использует лук и стрелы с различными наконечниками, от взрывных, до напичканных аппаратурой для взлома компьютеров.
- Соколиный Глаз — супергерой, появляющийся в комиксах издательства «Marvel Comics». Использует олимпийский лук и стрелы с разными функциями.
- Мерида — героиня анимационного фильма «Храбрая сердцем», наследница шотландского клана, виртуозно владела луком, победила претендентов на свою руку в лучном турнире.
- Рэмбо — герой серии фильмов. Неоднократно использует лук для охоты или убийства.